# Judäisches Bergland
Das Judäische Bergland (hebräisch הֲרֵי יְהוּדָה Harej Jəhūdah, deutsch ‚Berge Judäas‘, auch biblisch הַר יְהוּדָה Har Jəhūdah, deutsch ‚Berg[land] Judäas‘, arabisch جبال يهودا, DMG Ǧibāl Yahūdā ‚Berge Judäas‘ oder تلال الخليل, DMG Tilāl al-Ḫalīl ‚Hügel Hebrons‘, auch Bergland oder Hochland von Judäa oder Judäisches Gebirge) im Heiligen Land in der Levante ist ein Mittelgebirge, das gemäß der politischen Gliederung der Region in Teilen zu Israel, zu den Palästinensischen Autonomiegebieten (Zonen A und B) und überwiegend zum übrigen Westjordanland (Zone C) zählt, dessen politischer Status ungeklärt ist.
Der Namensvetter Nationalpark Judäisches Bergland umfasst einen hufeisenförmigen Teil im Nordwesten des Gebirges (Jerusalemer Berge) östlich der Talenge Schaʿar ha-Gai. Das Judäische Bergland erhebt sich bis auf Höhen von 1026 Metern. In der Heiligen Schrift rangiert das Judäische Bergland mitunter schlicht als Har / הַר / ‚Berg[land] oder Gebirge‘ je nach Bibelübersetzung, worin sich die weithin binnenjudäische Sicht widerspiegelt, die bei Bergland primär ans eigene und nicht an anderweitige Höhenzüge denkt.:576

## Lage
Das Judäische Bergland erstreckt sich in nord-südlicher Richtung über eine Länge von 60 bis 80 Kilometern von nördlich Ramallahs in den Palästinensischen Autonomiegebieten bis Meitar in Israels Südbezirk. Das Judäische Bergland nimmt in seiner Ausdehnung über die Grenzen des Westjordanlands hinaus dessen gesamten Südwesten ein. Westlich ist die hügelige Schfelah (vollständig eigentlich Schfelat Jehudah, Judäisches Mittelland) dem Bergland vorgelagert, östlich schließt sich ihm die Judäische Wüste an, alle drei Landschaften verlaufen parallel zum östlich davon gelegenen Grabenbruch des Toten Meeres (Teil des Jordangrabens).

## Geographie
Das Judäische Bergland ist Teil einer Mittelgebirgskette vom Gilboa im Norden bis zum Ramon im Süden. In Nord-Süd-Folge besteht die Kette aus dem Gilboa, durchs Tal Dothan (hebräisch עֵמֶק דֹתָן ʿEmeq Dotan, arabisch سهل عرّابة Sahl ʿArrāba) getrennt vom anschließenden Bergland von Samarien (hebräisch הֲרֵי הַשּׁוֹמְרוֹן Harej ha-Schōmrōn, deutsch ‚Berge Samariens‘), gefolgt vom Judäischen Bergland, fortgesetzt von den Bergen des Negev (הֲרֵי הַנֶּגֶב Harej ha-Negev, جبال النقب النقب, DMG Ǧibāl al-Naqb ‚Berge des Negevs‘), die in Halbmondform südwestwärts verlaufen bis zum Gipfel Ramon (1.037 m) und in Ausläufern auf der ägyptischen Sinai-Halbinsel enden.

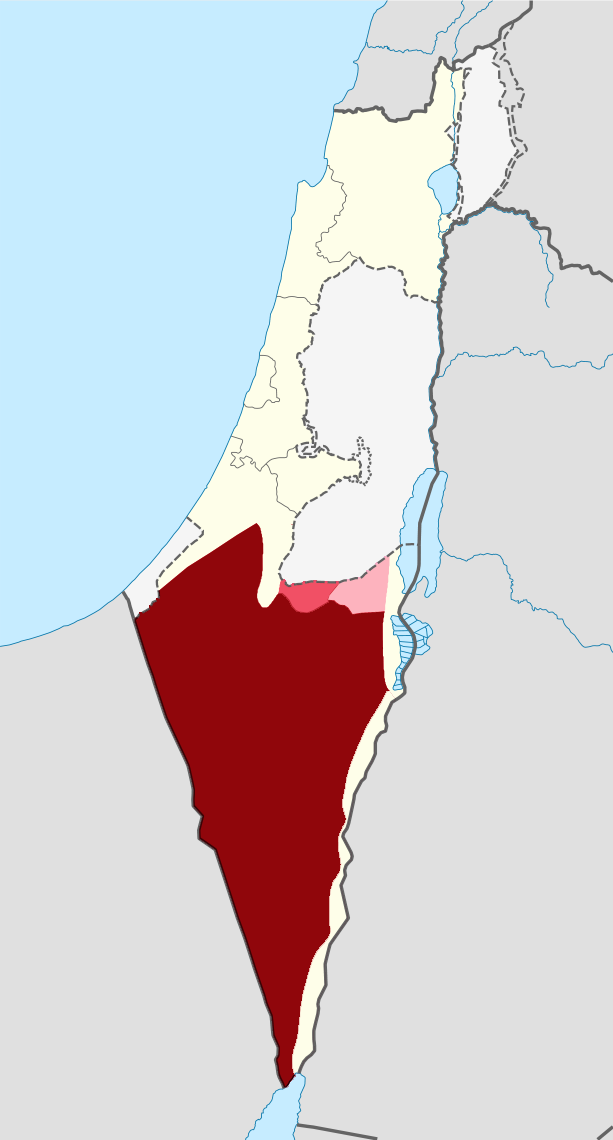
Ausläufer des Judäischen Berglands (in Magenta) in Israels Südbezirk, darunter der Negev (bordeauxfarben)

Das Judäische Bergland bildet eine gewaltige Erhebung, die im Nordwesten im Bergland von Benjamin (hebräisch הֲרֵי בִּנְיָמִין Harej Binjamīn, französisch Monts de Benjamin), das südlich Ramallahs endet, bis auf 1016 Meter (arabisch تل العاصور Tall al-ʿAṣūr, hebräisch בַּעַל חָצוֹר Baʿal Chatzōr) aufragt und im Süden, im Hochland von Hebron (arabisch جبل الخليل, DMG Ǧibāl al-Ḫalīl ‚Berge Hebrons‘, hebräisch הַר חֶבְרוֹן Har Chevrōn, englisch Mount Hebron) Höhen bis 1026 Metern erreicht, dazwischen befindet sich der bis auf 750–800 Meter ansteigende Jerusalemer Bergsattel. Der Sperrriegel, den das Judäische Bergland bildet, ist im Sattel am einfachsten zu queren, weshalb es nicht verwundert, dass in der Sattellage mit Jerusalem ein bedeutender Ort mit Zentralfunktionen entstand. Durchschnittlich erreichen die Kammhöhen um die 900 Meter.
Im Norden schneidet der Oberlauf des Wādī al-Surār ein Tal, das den nordwestlichen Teil des Judäischen Berglands, das Bergland von Benjamin mit Ramallah vom übrigen Gebirge trennt. Vom südlichen Negev trennen das Judäische Bergland zwei Senken, die südwestliche Biqʿat Chaṭīl / בִּקְעַת חַטיל und die südöstliche Biqʿat ʿArad / בִּקְעַת עֲרָד (beide gelten auch als Teile der Biqʿat Bəʾer Scheva / בקעת באר שבע). Südlichste Erhebung des Judäischen Berglandes ist der Tafelberg Tel ʿIra (תֵּל עירַא, 500 m; ⊙).:350 Das südliche Judäische Bergland entwässert über diverse saisonal fließende Läufe, die sich zum Bsor (נַחַל הַבְּשׂוֹר) vereinen, der den Eschkol-Nationalpark durchfließt und bei az-Zahraʾ ins Mittelmeer mündet.:101
Markante Punkte am Westrand des Judäischen Berglandes sind von Süden nach Norden Tall Bayt Mirsim,:773 Tel ʿEiton (תֵּל עֵיטוֹן, 425 m; ⊙),:783 Chirbat al-Kum (451 m; ⊙),:786 und der bewaldete Hügel ʿAdullam (430 m; ⊙) bei Adderet.:846 Am östlichen Rand des Judäischen Berglandes, von Süden nach Norden, sind Tel Arad (576 m),:211 Bani Naʿim (hebräisch כְּפַר בְּרוּכָה Kfar Brūchah, arabisch بني نعيم, 952 m und 1.350 m überm Toten Meer; ⊙),:743 Sif (auch Ziph, hebräisch תֵּל זִיף Tall Sīf, arabisch تل زيف, 880 m; ⊙) und Teqoʿa (Chirbat at-Teqūʿ).:663
Graue Kalksteinrücken wechseln mit flachen Mulden und Tälern, in denen sich die fruchtbare Terra Rossa sammelt, Zerfallsprodukte auf den Berghöhen erodierter cenomanischer harter Kalke. Im Judäischen Bergland sind agrarische Anbauflächen selten so groß wie bei al-Birah oder Hebron. Über dem Mittelmeer gebildete Wolken regnen sich ostwärts ziehend am Westhang des Judäischen Berglandes ab und wässern damit auch die westlich vorgelagerte hügelige Schfelah. Im Bergland ist Landwirtschaft ohne Bewässerung möglich, gehen doch 550–800 mm Regen nieder, auf die Schfelah immerhin noch 400–450 mm.
Östlich schließt sich die Judäische Wüste an, die im Regenschatten des Berglandes gelegen mit 1–300 mm Niederschlag entsprechend trocken ist. Von den Höhen um 1000 Metern über Normalnull im Bergland fällt das Gelände auf nur 28 Kilometer Strecke bis minus 400 Meter unter dem Meeresspiegel im Grabenbruch des Toten Meeres steil ab. Erstaunlich sind die vielen Quellen am Osthang des Berglandes, die daher rühren, dass die Erosion des Westhangs durch die dort häufigeren Niederschläge stärker ist, so dass die Höhen nach Westen weg erodierten, womit weiter östlich stehende Gipfel den neuen Bergkamm und damit die Wasserscheide bilden. Die seltenen heftigen Regenfälle, die nach Osten ablaufen, haben tiefe Ablaufrinnen gegraben, wie das Wadi Murabbaʿat und das Wadi Qilt. Im Sonnenschein gleißen senonische Kreideformen der Judäischen Wüste, die im Regenschatten an der trockeneren Ostseite des Judäischen Berglandes minder erodiert sind und zugleich weithin bar von Vegetation liegen.

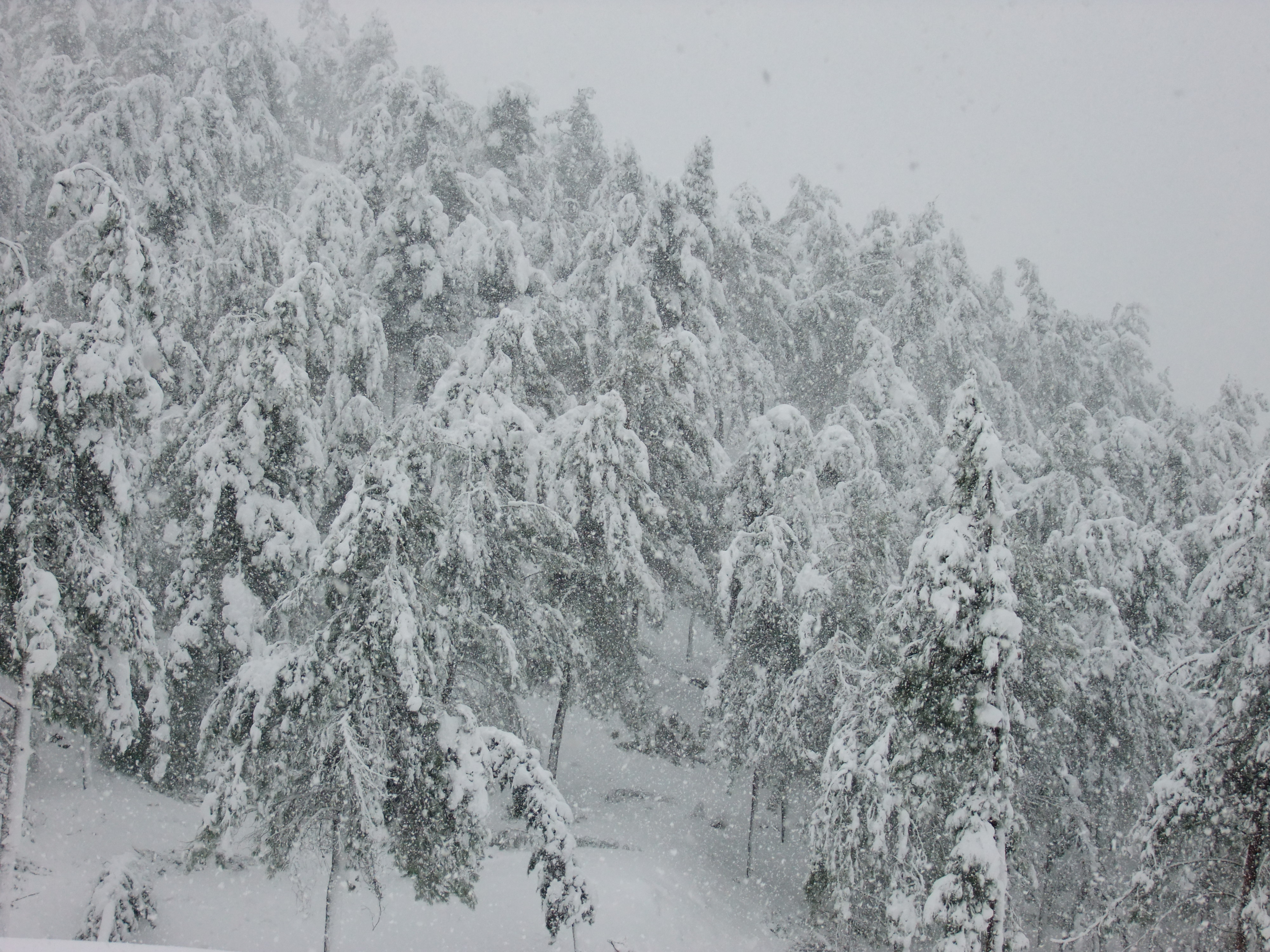
Judäisches Bergland: Verschneiter Jerusalemer Wald, Dezember 2013

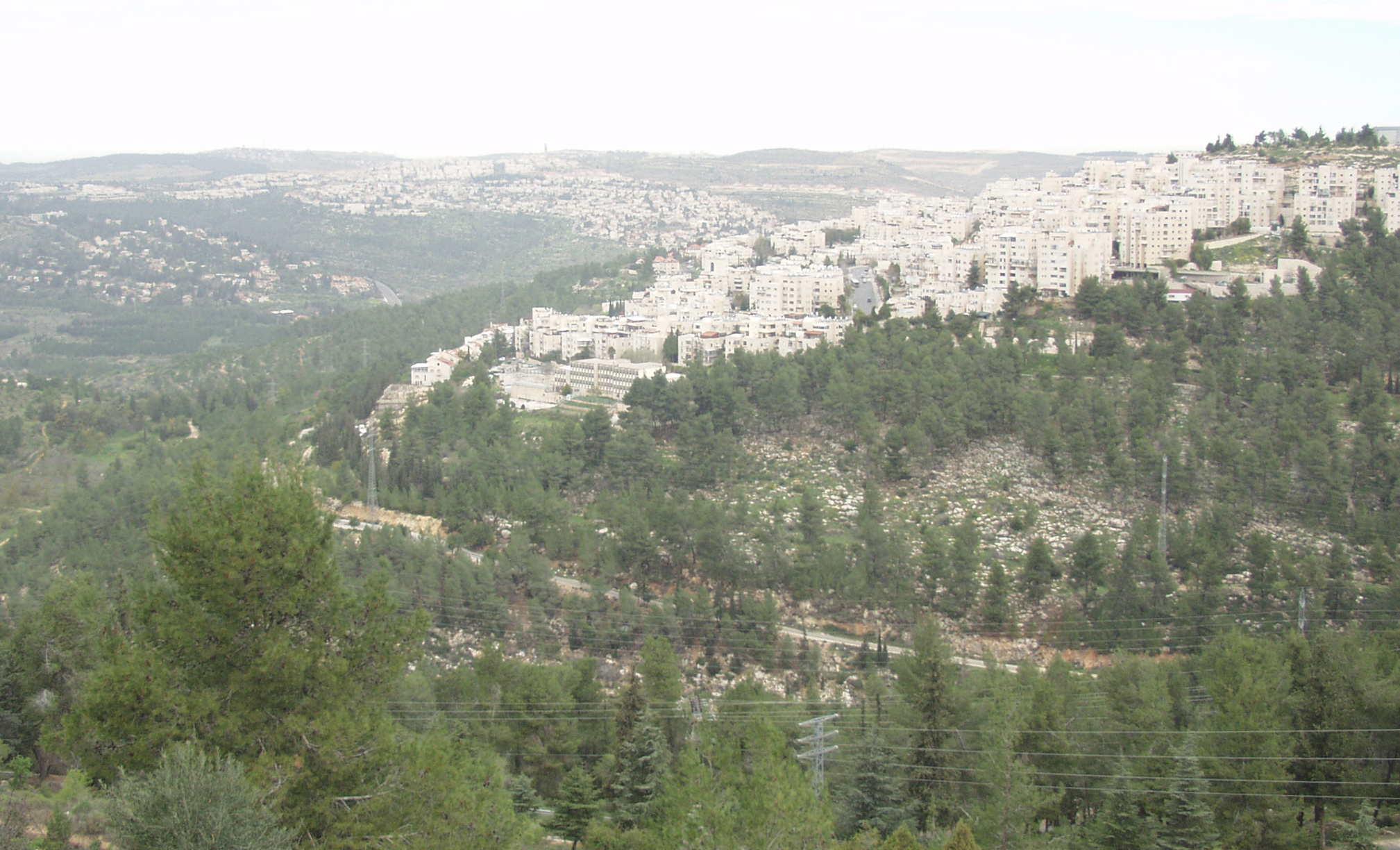
Blick auf Ausläufer des Jerusalemer Waldes mit Har Nof und anderen Vierteln Jerusalems, 2007

Die Siedlungsformen unterscheiden sich im nördlichen Judäischen Bergland mit vielen kleinen Dörfern und in seinem Süden, dem Hochland von Hebron, wo wenige, dafür größere Dörfer überwiegen, welche ihre Bewohner einst wirksam verteidigen konnten. Denn zu Zeiten schwacher Ordnungsmacht im Lande, fielen aus dem nomadisch bewohnten und beweideten Negev räuberische Hirten ein, sowohl zu biblischen Zeiten wie auch vom 17. bis 19. Jahrhundert dann Beduinen. Sif bildete bereits im Königreich Judah eine Befestigung gegen Freibeuter der Steppe im Süden und Osten und das benachbarte Maʿon in Judäa (hebräisch מָעוֹן בִּיהוּדָה Maʿōn b-Īhūdah, arabisch خربة معين) war byzantinische Grenzfeste mit dem gleichen Zweck.
Auch aus klimatischen Gründen sind Wohnorte im Bergsattel Jerusalems begehrt, entsprechend aber auch keine billigen Wohnlagen. Dort wohnen vor allem Familien der Mittelklasse, so etwa wie Mevasseret Zion, ab 1951 angelegt auf dem Gebiet des im Krieg um Israels Unabhängigkeit entvölkerten Qalunya, das Vespasian an Stelle des im Jüdischen Krieg (66–70) entvölkerten Ha-Moṣa als Colonia Amosa mit 800 römischen Soldaten und Familien besiedelte, denen oblag, den Korridor nach Jerusalem militärisch zu sichern.:792So breitet sich die Großstadt in alle Richtungen aus, wobei die Ausläufer des aufgeforsteten Jaʿar Jerūschalajim / יַעַר יְרוּשָׁלַיִם / ‚Wald Jerusalems‘ in tief eingeschnittenen Tälern als Grüne Lunge in die westlichen Außenbezirke hineinragen.
In Mevasseret Zion blieben terrassierte Berghänge erhalten, die ins 8. Jahrhundert v. d. Z. datiert werden.:793 Ein kleines Gebiet Qalunyas erwarben 1854 Einwanderer für eine erste neue jüdische Landwirtschaft in den Jerusalemer Bergen, die sie Motza nannten, da sie den Ort geographisch mit dem biblischen Ha-Moṣa der Chiwiter, später Benjaminiter (Buch Josua 18,26) identifizierten. Oberhalb davon entstand 1933 Motza ʿIllit. Im Jahre 1962 errichteten israelische arabische Binnenflüchtlinge, die im Unabhängigkeitskrieg 1948 ihr altes Dorf Bayt Naqquba verloren, in dessen Nähe das neue ʿAyn Naqubba.
In der Zone C des Westjordanlands entstehen seit 1967 kompakte israelische Siedlungen städtischen Charakters wie Maʿale Adummim. Auch im dünner besiedelten Hochland von Hebron gründen israelischer Siedler neue Orte. Auch im israelischen südlichen Gebirgsland entstanden neue Orte wie ab 1962 Arad eingepasst in die Konturen des Hochlands von Hebron. „Das leicht hügelige Stadtgelände auf einem Hochplateau wird von zahlreichen Wadis des Berglandes durchzogen, die auch das äussere Erscheinungsbild der Stadt mitprägen, indem zahlreiche Quartiere Arads auf Bergrücken dieser Trockentäler angelegt sind.“:77

### Klima
Durch die Höhenlage ist es im Judäischen Bergland relativ kühl. Im Winter kann es im Judäischen Bergland schneien, doch mangels anhaltenden Frostes ist es dann meist nasskalt. Sommers kühlt es abends deutlich stärker ab als am Mittel- oder am Toten Meer.

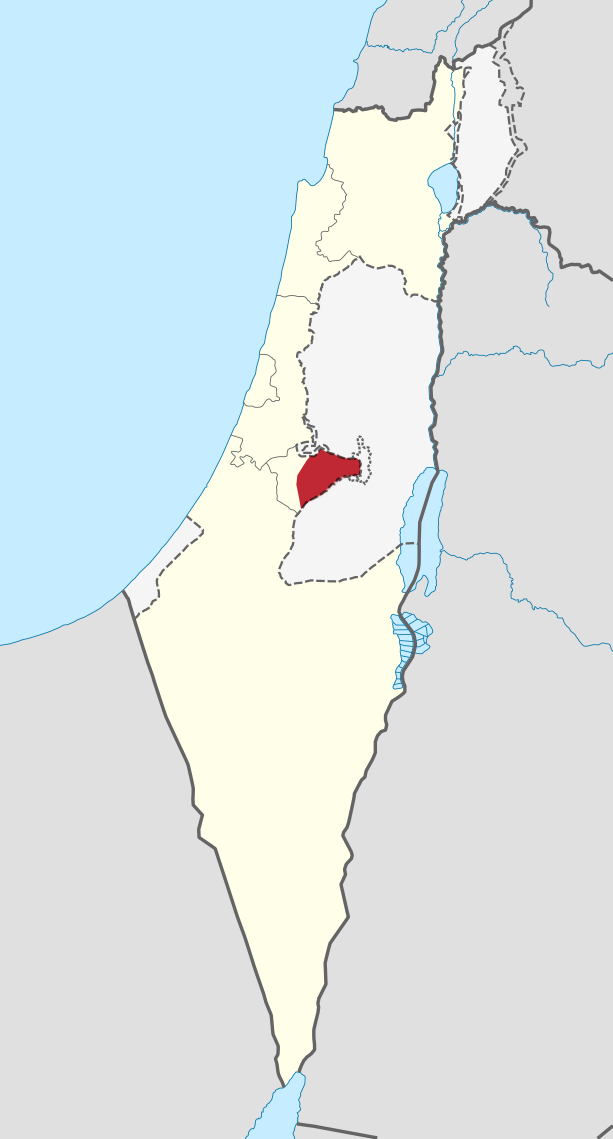
Jerusalemer Berge, soweit im Bezirk Jerusalem gelegen

### Regionale Gliederung
Das Judäische Bergland kann in drei einzelne Landschaften untergliedert werden, zu ihnen gehören das Bergland von Benjamin mit Ramallah, Beit-El und Modiʿin nordwestlich Jerusalems. Der höchste benjaminitische Gipfel ist mit 1016 Metern der Baʿal Chatzor (Tall al-ʿAṣūr), ein anderer Berg ist Pisgat Seʾev im nordöstlichen Jerusalem. Es folgen die Jerusalemer Berge (hebräisch הָרֵי יְרוּשָׁלַיִם Harej Jerūschalajim, deutsch ‚Berge Jerusalems‘, arabisch تلال القدس, DMG Tilāl al-Quds ‚Hügel Jerusalems‘) westlich der gleichnamigen Stadt im zentralen und westlichen Bereich des Berglandes.
Südlich schließt sich das Hochland von Hebron an, welches überwiegend zum Westjordanland zählt und über die Grüne Linie hinaus zu geringem Anteil in Israel liegt. Gelegentlich wird auch die Schfelah, das westlich vorgelagerte Hügelland mit Höhen von 250 bis 450 Metern über Normalnull zum Judäischen Bergland gerechnet.
Das Judäische Bergland ist laut Josua 11,1.16  und 12,1  eines der vier Teilregionen Kanaans neben dem Küstenstreifen (Philistäa/Philisterland) am Levantinischen Meer, der Schfelah und dem nördlichen Negev.:260

## Geschichte
Seit der Eisenzeit „zunächst als Wohnform des zentralen Berglandes genutzt, verbreitet sich das >Vierraumhaus<  weiträumig und kann neben ländlichen Regionen wie Samaria auch in Dörfern und Städten wie Jerusalem oder Hazor multifunktional eingesetzt werden“:97 mit seinen zwei Etagen und Dachterrasse, die aus dem oberen Wohngeschoss zu betreten ist. Hinzu trat später also von der Eisen- bis in byzantinische Zeit „im gesamten römisch-byzantinischen Mittelmeerraum belegte“ als Repräsentions- und Wehrbauform das Turmgehöft. „Turmgehöfte existierten zeitlich und räumlich parallel zu unbefestigten ländlichen Gebäuden“:99 im Judäischen Bergland wie im westlichen Bergland von Samarien, im Karmelgebirge sowie im nördlichen Negev.
Das Judäische Bergland bildete die Heimat des israelitischen Stammes Juda (Jehudah), woher der Name des Gebirges rührt. Die Ladeerzählung in 1. Samuel 4,1b  bis 7,2a  berichtet, dass in der Zeit der Richter die Bundeslade nach einer militärischen Niederlage in die Hand der Philister gefallen war, die JHWH dafür schrecklich strafte. Daraufhin zurückgegeben blieb sie zwanzig Jahre in Qirjat Jeʿarim.:796 Das unwegsame Judäische Bergland diente auch als judäisches Réduit,:679 wenn überlegene Invasoren andere Landesteile überrannten (Jeremia 6,1 ). Die Levitenstadt Hebron (Josua 21,13 ) im Hochland von Hebron, dem höchstgelegenen Teil des Judäischen Berglands, war die judäische Zufluchtsstadt und Versammlungsort der Ältesten des Landes (Josua 20,7 ). Das Tal Elah dagegen, das bis auf sechs Kilometer bis an den Gebirgskamm heranführt,:824 bildet ein Einfallstor ins Judäische Bergland. Der spätere judäische König David schlug am unteren Ende des Tals beim Übergang in die Schfelah eindringende Philister unter ihrem stärksten Kämpfer Goliath.:825

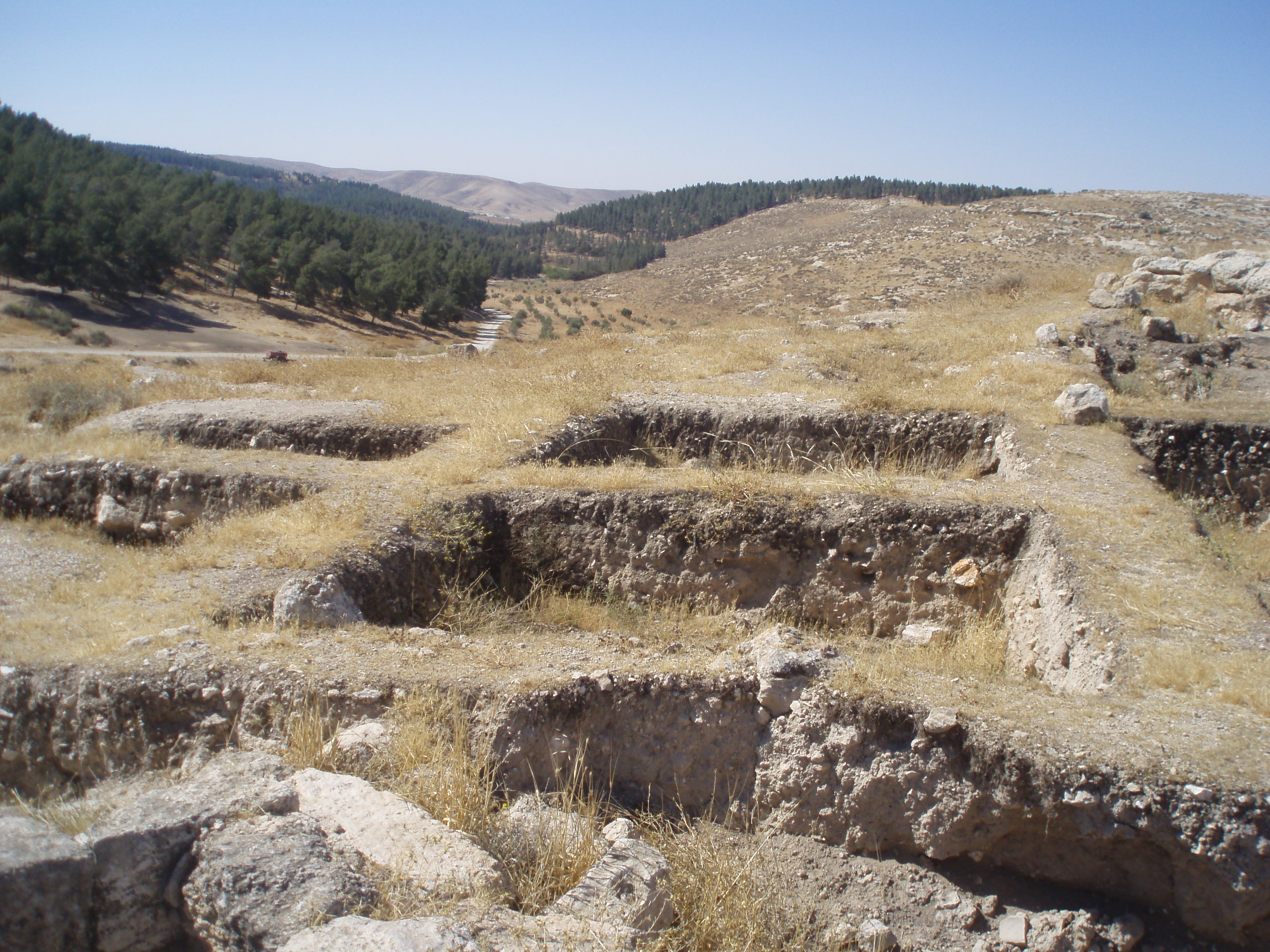
Blick vom archäologischen Fundplatz Chorvat Jattir zum Jattirwald, 2011

Im Hochland von Hebron haben sich die alten hebräischen Ortsnamen in erstaunlicher Worttreue (mit Wechsel von stimmlosem S [s]  und Sch [ʃ], Zusätzen wie Chirbat [Ruine von] oder Tall (hebr. Tel)) im Arabischen erhalten, wie as-Samūʿ (hebräisch אֶשְׁתְּמֹעַ Eschtəmōʿa, arabisch السموع), Chirbat al-Kirmil (hebräisch כַּרְמֶל Karmel, arabisch خربة الكرمل (الخليل)), Chirbat ʿAnab (hebräisch עֲנָב ʿAnav, arabisch عناب (مدينة)), Chirbat Maʿīn (hebräisch מָעוֹן Maʿōn, arabisch خربة معين), Chirbat Susiya (hebräisch סוּסְיָא Sūsjā, arabisch خربة سوسية), Chorvat Jattir (hebräisch חָרְבַּת יַתִּר Chorvat Jattīr, arabisch خربة عتير), Schuwaykah (hebräisch שֹׂכֹה Sochoh, arabisch شويكة) am oberen Ende des Tals Elah, Tall Sīf (hebräisch זִיף Sīf, arabisch زيف (قرية)) und Yatta (hebräisch יוּטָּה Jūṭṭah, arabisch يطّا).
Mit Expansion des judäischen Stammeslandes zum Königreich Jud(ä)a, datiert in die Jahre 930–586 v. d. Z., bildete das Judäische Bergland das Kernland des Reichs. Im Ringen um die Vorherrschaft über die Levante im 7. und 6. Jahrhundert v. d. Z. gerieten Babylonien und Ägypten aneinander. Ein Sieg Nebukadnezars II. 605 v. d. Z. über Ägypten zog das diesem tributpflichtige Königreich Juda in babylonische Abhängigkeit. Ein Sieg Nechos II. vier Jahre später ließ Juda zurück auf ägyptische Seite wechseln. Darauf folgte Nebukadnezars II. erste Eroberung Jerusalems (597 v. d. Z.) und Unterwerfung Judas als tributäres Königtum. Als Juda sich später mühte, mit Ägypten und weiteren Nachbarn eine Koalition zu schmieden, um das babylonische Joch abzuwerfen, sandte Babylonien sein Heer. Bei Aseqah zunächst am Vordringen ins Judäische Bergland gehindert,:828 führte Nebukadnezar II. sein Heer zu seiner zweiten Eroberung Jerusalems (587/586 v. d. Z.) einschließlich Plünderung und Zerstörung des Tempels von Jerusalem, gefolgt von der Auflösung des Reichs Juda und der Verschleppung seiner Oberschicht und Teilen des Volkes ins Babylonische Exil.

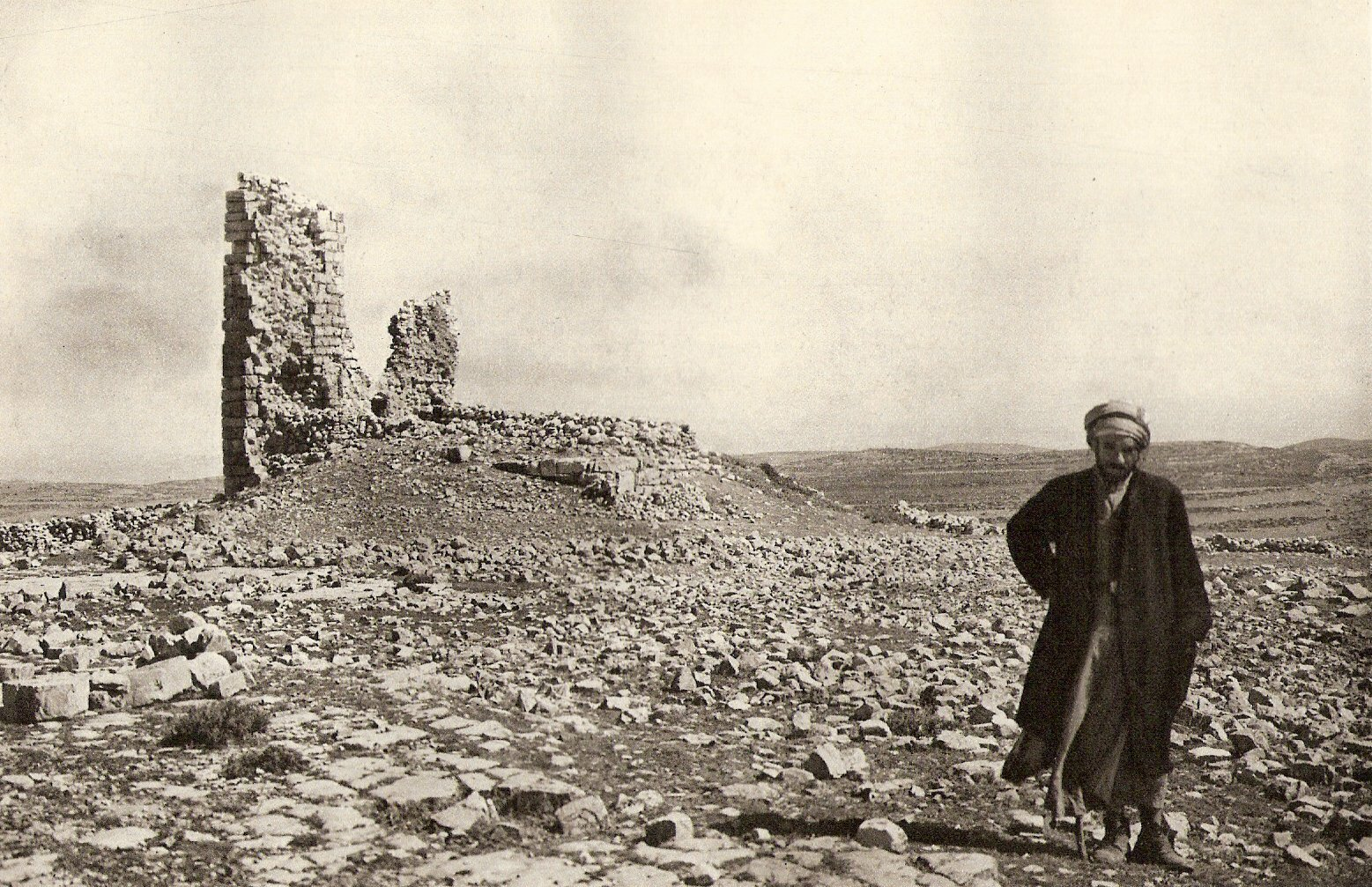
Ruinen der Festung Beit Zur, 1925

Gegen den Aufstand der Makkabäer (167–160 v. d. Z.) wider die Herrschaft des Seleukidenkönigs Antiochos IV. Epiphanes zog 164 v. d. Z. Lysias, Reichsverweser der westlichen seleukidischen Provinzen, mit großem Heer und indischen turmbewehrten Kriegselefanten durch Idumäa den Aufständischen unter ihrem Chef Judas Makkabäus entgegen, wobei dieser seine zwischenzeitlichen Gefallenen in ʿAdullam oberhalb des Tals Elah bestatten ließ.:848 Schließlich belagerte das Heer die Makkabäer in der Festung Beit Zur im Judäischen Bergland.:721 Beit Zur ließ sich nicht erstürmen und die Konfliktparteien fanden einen Kompromiss, da nach dem Tode des alten Königs nunmehr Lysias als Regent für seinen Cousin den unmündigen jungen König Antiochos V. Eupator die Thronfolge gegen dessen Vetter und Mitanwärter Demetrios Soter sichern wollte.
Daraufhin nahmen die aufständischen Makkabäer Jerusalem bis auf eine Festung der seleukidischen Garnison im Stadtteil Davidsstadt. Die Seleukiden kehrten nach Klärung der Thronfolge zurück und hungerten Beit Zur bis zur Aufgabe aus. In der Schlacht bei Elasa (160 v. d. Z.) im Bergland von Benjamin schließlich, die die Makkabäer verloren, fiel deren Anführer Judas Makkabäus. Die Seleukiden blieben für 20 Jahre im Besitz Beit Zurs, bevor Judas’ Bruder Jonathan Makkabäus es zurückeroberte. Dem dritten Bruder Simon Makkabäus gelang schließlich für seine Dynastie der Hasmonäer Judäa wieder als Herrschaftsgebiet zu stabilisieren.
Die judäische Stammesreligion integrierte im Zuge der Reichsbildung auch Stammesfremde, wie die Idumäer/Edomiter, womit sie eine Etappe nahm auf dem Weg zum heutigen Judentum mit Judenheiten diverser Ethnien. Denn „sowohl in beiden Bündnissen mit Idumäa und Ituräa als auch bei der Annexion Samariens hatten die Judäer die führende Rolle übernommen und behielten sie bei. Die gesamte politisch-militärisch-religiöse Liga, die jetzt Palästinas Bergland von Dan bis Beʾer Scheva vereinte, wie auch immer sie sich selbst nannte, wurde geleitet von den ‹Ioudaioi›, wie andere sie bald nannten.“ „In Folge der hasmonäischen Eroberungen wurde der Großteil der nichtjüdischen Bevölkerung des Landes ein integraler Bestandteil der jüdischen Nation … Der Name Judäa bezog sich nicht mehr nur auf das Gebiet, das von Jericho und Modiʿin, Beth-El und Beit Zur begrenzt wurde; es wurde zur gemeinsamen Bezeichnung für ganz Palästina:“ so auch der antike Geograph Strabon.
Die Kreuzzüge führten ebenfalls durchs Judäische Bergland. Christliche Geistliche errichteten Klöster und Stifte im Gebirge, von denen das Kreuzkloster (Jerusalem) eines der frühen ist, das zudem bis auf den heutigen Tag erhalten blieb.:221 Außerdem erbauten Kreuzfahrer viele Festungen im Judäischen Bergland. Deren Ruinen sind noch heute zu sehen, wie diejenige der 1170 erbauten Kreuzfahrerburg Belmont, die Saladin 1187 zerstörte.:424 Seine Belagerung von Jerusalem (1187) führte schließlich zur kampflosen Übergabe der Stadt.

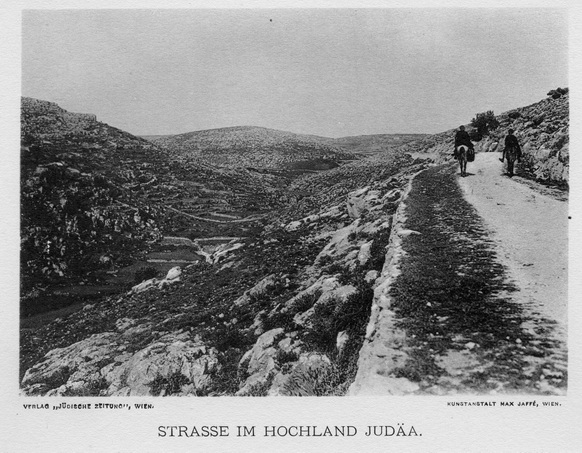
Ritt im Judäischen Bergland, 1912 von Max Jaffé

Auch an der Palästinafront, dem levantinischen Schauplatz des Ersten Weltkriegs, ereigneten sich Gefechte im Judäischen Bergland, wie die Schlacht um Jerusalem (1917). 1920 wurde Qirjat ʿAnavim (deutsch Stadt der Weintrauben) gegründet, der erste Kibbuz im Judäischen Bergland.
Im Krieg zwischen arabischen und jüdischen Guerillas (1947/1948) und anschließenden Krieg um Israels Unabhängigkeit 1948/1949 waren die Versorgungsrouten durchs Judäische Bergland ins umkämpfte Jerusalem, vor allem die Bahnstrecke Jaffa–Jerusalem und der Straßendurchlass in der Talenge Schaʿar ha-Gai (Bab al-Wad) Gegenstand kriegerischer Auseinandersetzungen. Bahnbetrieb auf der Strecke zwischen Lod und der Heiligen Stadt ist letztmals für den 15. April 1948 belegt. Im Streckenabschnitt durchs Judäische Bergland wurde der Zugverkehr erst am 7. August 1949 wiederaufgenommen.
Die Armee des heiligen Krieges nahm jüdische Konvois auf der Landstraße am Schaʿar ha-Gai zunächst von der Festung Castel(lum) Belveir aus wiederholt unter Beschuss. Die Besatzung der Talenge wechselte mehrfach zwischen Haganah und Palmach einerseits und der Arabischen Befreiungsarmee andererseits, die sie ab 20. April 1948 dauerhaft blockieren konnte. Nach Abzug der britischen Mandatsmacht am 14. Mai 1948 und Gründung Israels gelang diesem am 9. Juni des Jahres mit der völlig neu durchs Bergland geschlagenen Derech Burma (דֶּרֶךְ בּוּרְמָה) der Durchbruch zu den israelisch gehaltenen eingeschlossenen Stadtteilen Jerusalems.

## Geologie, Flora und Fauna

### Geologie
Das Judäische Bergland bildet die Oberflächenstruktur einer Kette monoklinaler geologischer Falten. An Gesteinen besteht das Bergland vornehmlich aus Terra rossa an der Oberfläche auf hartem Kalkstein. Die Hebungen, die das Judäische Bergland schufen, erfolgten in zwei Phasen, zuerst im Späten Eozän-Frühen Oligozän und dann im Frühen Miozän. In Karstformationen des Judäischen Berglandes finden sich Stalaktithöhlen wie im Nationalpark Nachal Soreq zwischen Jerusalem und Beit Schemesch und im Gebiet um Ofrah (Bergland von Benjamin), wo Fossilien prähistorischer Flora und Fauna gefunden wurden.

### Flora

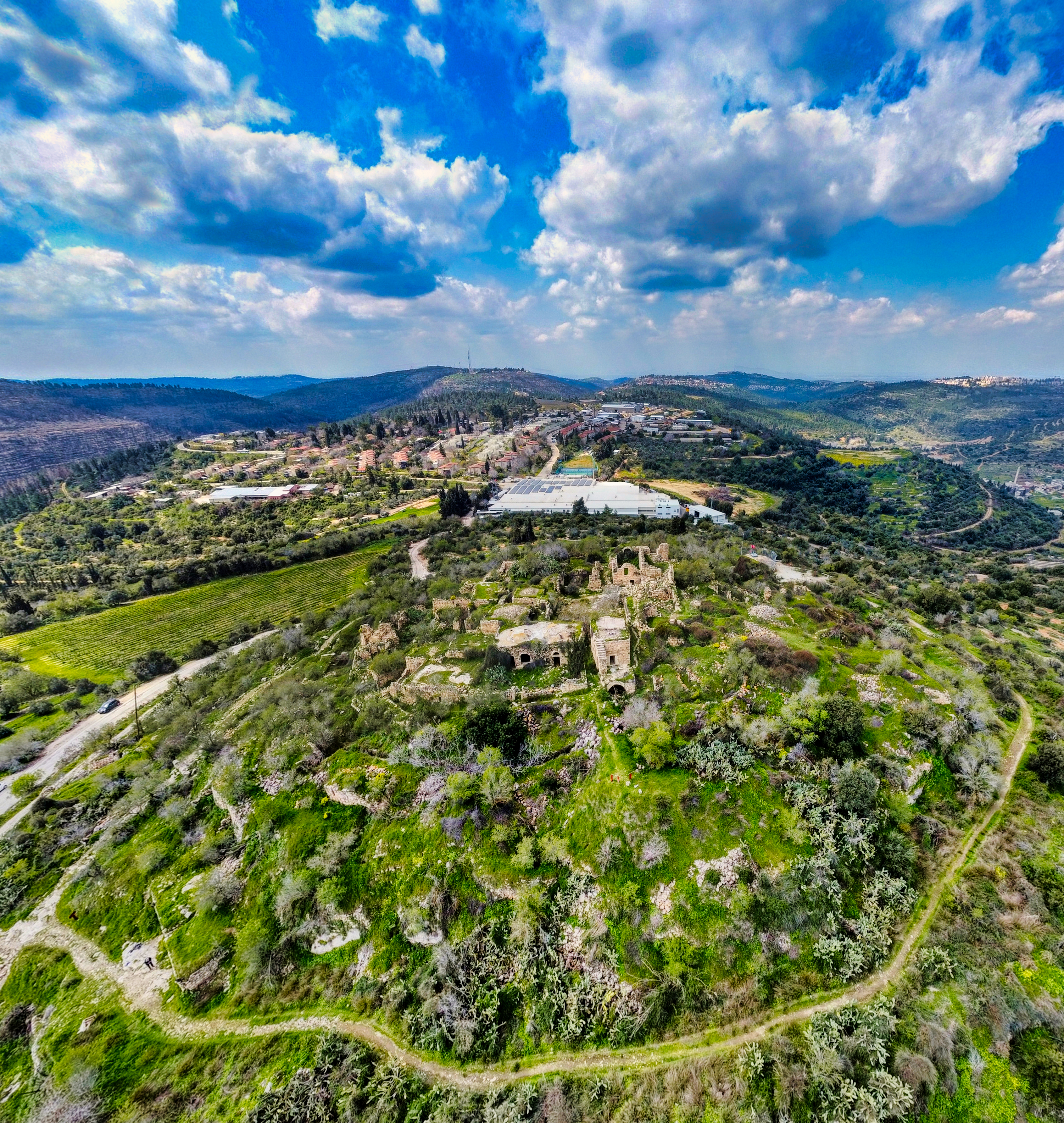
Macchie um die Kreuzfahrerburg Belmont vor Zova, 2022

Die Flora zeigt sich vor allem als Macchie, in Hainen oder aufgeforsteten Wäldern seit den 1920er Jahren. Zu den Spezies in besagten Baumbeständen zählen Aleppo-Kiefern, Dornginster, Echte Storaxbäume, Eichen, Erdbeerbäume, Färberröten, Gemeine Schmerwurzen, Gewöhnliche Meerträubel, Heckenkirschen der Unterart Lonicera etrusca, Johannisbrotbaum, Kreuzdorne, Macchien-Waldreben, Mastixsträucher, Ölbaumblättrige Birnen, Raue Stechwinden, Spargel, Steinlinden und Weißdorne.
Im Buschwerk finden sich Dornige Bibernellen, Felsen-Steinimmortellen, Gamander der Unterart Teucrium Creticum, Nadelröschen, Lippenblütler, Gewöhnlicher Asphaltklee, Affodille und Behaartes Bartgras (Hyparrhenia hirta). Ferner sind verbreitet Kopfiger Thymian, Krause Zistrose, Bohnenkräuter, Gewöhnlicher Grannenreis, Breitblättriger Klebalant und Lavendelblättrige Sonnenröschen.

#### Wälder und Aufforstungen
Das Judäische Bergland war in der Antike dicht bewaldet und nicht überall von Menschen erschlossen.:794 Abu Gosch führte den biblischen Namen Qirjat Jəʿarīm / קִרְיַת יְעָרִים / ‚Stadt/Ort der Wälder‘, lateinisch Cariathiarim, dessen Umgebung Josua 15,10  als Wäldergebirge bezeichnet. Der für seine namengebenden Buschwälder bekannte Landstrich Chorschah (חֹרְשָׁה), wo David sich dem Zugriff König Sauls entzog (1. Samuel 23,24-28 ), zeigte sich Victor Guérin 1863 geprägt von Hainen aus Krüppeleichen. Die Entwaldung geht auf Raubbau in Zeiten schwacher Ordnungsmächte zurück.

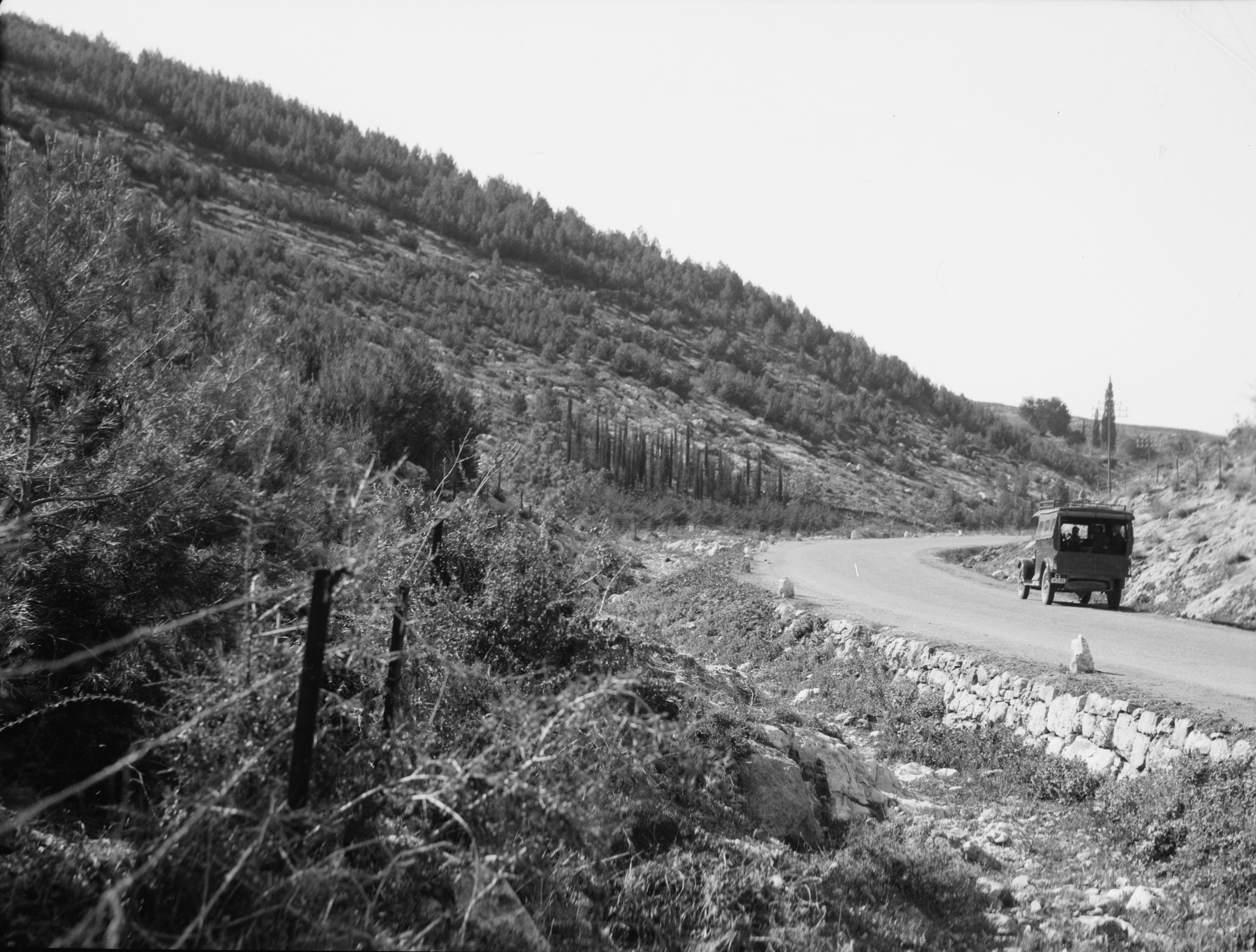
Aufforstungen 1930 am Bab al-Wad

Seit Mitte der 1920er Jahre betreibt der Jüdische Nationalfonds die Aufforstung des Judäischen Berglands, seit der Unabhängigkeit Israels noch einmal intensiviert aber beschränkt auf Lagen in dessen Staatsgebiet innerhalb der Grünen Linie wie in den nordwestlichen Jerusalemer Bergen die Wälder Jaʿar ʿAmmīnadav / יַעַר עַמִּינָדָב / ‚Wald ʿAmminadavs‘ mit Jad Kennedy darin, Jaʿar Eschtaʾol, Jaʿar Jerūschalajim / יער ירושלים / ‚Wald Jerusalems‘, Wald der Nationen, Jaʿar Saṭṭaf / יַעַר סַטָּף / ‚Wald Sattāfs‘ und Jaʿar ha-Qdūschīm / יַעַר הַקְּדוֹשִׁים / ‚Wald der Märtyrer [der Schoʾah]‘, den der Jüdische Nationalfonds 1951 mit Pflanzung von sechs Millionen Bäumen anlegen ließ, und im südlichen Hochland von Hebron der Jaʿar Mejtar / יַעַר מֵיתָר / ‚Wald Meitars‘ sowie der Jattirwald. Mit 350 mm Regenfall sind im Hochland von Hebron Getreidebau und Waldwuchs ohne Bewässerung möglich.:138

#### Weinbau
Vom verbreiteten Weinbau im Judäischen Bergland weiß bereits die Bibel zu berichten.:573 Gerade das Hochland von Hebron ist schon früh als Rebengebiet bekannt.:713 Kaleb kehrt laut Numeri 13,22  als Kundschafter aus dem Traubental Nachal Eschkol im Hochland mit der Kalebstraube zu den Israeliten zurück. Auf den Weinbau verweisen im Hochland von Hebron weiter auch Ortsnamen wie ʿAnab (عناب, DMG ʿAnāb ‚Weinbeere‘, heute Chirbat ʿAnab),:772 das nach Josua 15,50  in der Zeit des Königreichs Juda als südlichster Punkt der Weinkultivation galt. Heutige Weingüter sind das Kloster Cremisan im nördlichen Hochland von Hebron seit 1885 mit Côtes de Crémisan und in den Jerusalemer Bergen Domaine du Castel, das 1983 gegründet wurde, sowie Teperberg und Zorʿah.

### Erhebungen im Judäischen Bergland
Ignoriert werden bei der alphabetischen Sortierung Bezeichnungen für Erhebungen wie Berg, Dschabal (Berg), Givʿah/Givʿat (Hügel), Har (Berg), Pisgat (Gipfel), Ramat/Ramot (Anhöhe[n]), Reches (Grat), Tall/Tel ([Siedlungs-]Hügel) und für bestimmte Artikel (al-…/ha-…).
| Name | Höhe über NN  | Zugehörigkeit geographisch                 | Zugehörigkeit politisch                                       |   |
| --- | ------------- | ------------------------------------------ | ------------------------------------------------------------- | - |
| Har Achiram (הַר אֲחִירָם)                                                                                  | 803 m         | Judäisches Bergland: Jerusalemer Berge     | Mevasseret Zion, Israel                                       | ⊙ |
| ʿAdullam, Hügel (עֲדֻלָּם)                                                                                  | 430 m         | Judäisches Bergland: Hochland von Hebron   | Bezirk Jerusalem, Israel                                      | ⊙ |
| Tel ʿAdullam (תֵּל עֲדֻלָּם)                                                                                  | 439 m         | Judäisches Bergland: Hochland von Hebron   | Bezirk Jerusalem, Israel                                      | ⊙ |
| Ramot Allon (רָמוֹת אַלּוֹן)                                                                                 | 850 m         | Judäisches Bergland: Bergland von Benjamin | Jerusalem (Ost)                                               | ⊙ |
| Har ʿAmassā (הַר עֲמָשָׂא)                                                                                   | 859 m         | Judäisches Bergland: Hochland von Hebron   | Südbezirk (Israel)                                            | ⊙ |
| Har ʿAmmīnadav (הַר עַמִּינָדָב)                                                                              | 842 m         | Judäisches Bergland: Jerusalemer Berge     | Bezirk Jerusalem, Israel                                      | ⊙ |
| Tel ʿArad                                                                                               | 576 m         | Judäisches Bergland: Hochland von Hebron   | Südbezirk (Israel)                                            | ⊙ |
| Givʿat ha-Arbaʿah (גִּבְעַת הָאַרְבָּעָה)                                                                         | 718 m         | Judäisches Bergland: Jerusalemer Berge     | Jerusalem (Ost)                                               | ⊙ |
| Givʿat Arkubbit (גִּבְעַת אַרְכֻּבִּית)                                                                           | 450 m         | Judäisches Bergland: Hochland von Hebron   | Südbezirk (Israel)                                            | ⊙ |
| Tall al-ʿĀṣūr (hebräisch בַּעַל חָצוֹר Baʿal Chatzōr, arabisch تل العاصور)                                   | 1016 m        | Judäisches Bergland: Bergland von Benjamin | Westjordanland, Zone C                                        | ⊙ |
| Bani Naʿim (بني نعيم)                                                                                   | 968 m         | Judäisches Bergland: Hochland von Hebron   | Westjordanland, Zonen A und B der Palästinensischen Autonomie | ⊙ |
| Barfiliyyah, Wüstung (griechisch Πορφυρία Porphyria, arabisch برفيلية)                                  | 230 m         | Judäisches Bergland: Bergland von Benjamin | Modiʿin, Israel                                               | ⊙ |
| Bayt ʿIṭāb, Wüstung (arabisch بيت عطاب)                                                                 | 655 m         | Judäisches Bergland: Jerusalemer Berge     | Matteh Jehudah, Israel                                        | ⊙ |
| Dschabal al-Batrak (جبل البطرك, DMG Ǧabal al-Baṭrak)                                                    | 1020 m        | Judäisches Bergland: Hochland von Hebron   | Hebron, Zonen A und B der Palästinensischen Autonomie         | ⊙ |
| Har Cheret (הַר חֶרֶת)                                                                                     | 758 m         | Judäisches Bergland: Jerusalemer Berge     | Jerusalem, Israel                                             | ⊙ |
| Chirbat al-Kum                                                                                          | 451 m         | Judäisches Bergland: Hochland von Hebron   | Westjordanland, Zonen A und B der Palästinensischen Autonomie | ⊙ |
| Chirbat at-Teqūʿ (Teqoʿa)                                                                               | 788 m         | Judäisches Bergland: Jerusalemer Berge     | Westjordanland, Zonen A und B der Palästinensischen Autonomie | ⊙ |
| Har Chomah (הַר חוֹמָה)                                                                                    | 750 m         | Judäisches Bergland: Jerusalemer Berge     | Jerusalem (Ost)                                               | ⊙ |
| Har Chotzevim (הַר חוֹצְבִים)                                                                               | 700 m         | Judäisches Bergland: Jerusalemer Berge     | Jerusalem, Israel                                             | ⊙ |
| Dschabal Dschālis (arabisch جبل جالس, DMG Ǧabal Ǧālis)                                                  | 984 m         | Judäisches Bergland: Hochland von Hebron   | al-ʿUddaysa, Zonen A und B der Palästinensischen Autonomie    | ⊙ |
| Har Eitan (הַר אֵיתָן)                                                                                     | 788 m         | Judäisches Bergland: Jerusalemer Berge     | Bezirk Jerusalem, Israel                                      | ⊙ |
| Eitanim (אֵיתָנִים)                                                                                        | 776 m         | Judäisches Bergland: Jerusalemer Berge     | Matteh Jehudah, Israel                                        | ⊙ |
| Tel ʿEiṭon (תֵּל עֵיטוֹן)                                                                                   | 425 m         | Judäisches Bergland: Hochland von Hebron   | Südbezirk (Israel)                                            | ⊙ |
| Tall al-Fūl (hebräisch גִּבְעַת שָׁאוּל Givʿat Schaʾūl, arabisch تلّ الفول)                                     | 824 m         | Judäisches Bergland: Bergland von Benjamin | Jerusalem (Ost)                                               | ⊙ |
| Har Gijjorā (הַר גִּיּוֹרָא)                                                                                  | 725 m / 722 m | Judäisches Bergland: Jerusalemer Berge     | Bezirk Jerusalem, Israel                                      | ⊙ |
| Har Giloh (הַר גִּלֹה)                                                                                      | 914 m / 923 m | Judäisches Bergland: Jerusalemer Berge     | Jerusalem (Ost)                                               | ⊙ |
| Schchunat Giloh (שְׁכוּנַת גִּלֹה)                                                                             | 857 m         | Judäisches Bergland: Jerusalemer Berge     | Jerusalem (Ost)                                               | ⊙ |
| Herzlberg                                                                                               | 834 m         | Judäisches Bergland: Jerusalemer Berge     | Jerusalem, Israel                                             | ⊙ |
| Tel ʿIra (תֵּל עירַא)                                                                                      | 500 m         | Judäisches Bergland: Hochland von Hebron   | Südbezirk (Israel)                                            | ⊙ |
| ʿIrāq Abū ʿAlī (عراق ابو علي)                                                                           | 922 m         | Judäisches Bergland: Hochland von Hebron   | Al-Buqʿah, Zonen A und B der Palästinensischen Autonomie      | ⊙ |
| Herodeion (hebräisch הַר הוֹרְדוֹס Har Hordos / Ǧabal al-Furaydīs, arabisch جبل الفريديس)                   | 758 m         | Judäisches Bergland: Hochland von Hebron   | Westjordanland, Zone C                                        | ⊙ |
| Har Jaʿalah (הַר יַעֲלָה)                                                                                   | 664 m         | Judäisches Bergland: Jerusalemer Berge     | Bezirk Jerusalem, Israel                                      | ⊙ |
| Jad Kennedy                                                                                             | 842 m         | Judäisches Bergland: Jerusalemer Berge     | Bezirk Jerusalem, Israel                                      | ⊙ |
| Har Karmillah (הַר כַּרְמִלָּהּ)                                                                                | 599 m         | Judäisches Bergland: Jerusalemer Berge     | Bezirk Jerusalem, Israel                                      | ⊙ |
| Har Kitron (הַר כִּתְרוֹן)                                                                                   | 738 m         | Judäisches Bergland: Jerusalemer Berge     | Bezirk Jerusalem, Israel                                      | ⊙ |
| Givʿat Majisch (גִּבְעַת מַיִשׁ)                                                                               | 615 m         | Judäisches Bergland: Jerusalemer Berge     | Bezirk Jerusalem, Israel                                      | ⊙ |
| Har Maʿoz (הַר מָעוֹז) mit Ruine Castel am Hang                                                            | 799 m         | Judäisches Bergland: Jerusalemer Berge     | Mevasseret Zion, Israel                                       | ⊙ |
| Givʿat ha-Maṭos (גִּבְעַת הַמָּטוֹס)                                                                            | 820 m         | Judäisches Bergland: Jerusalemer Berge     | Jerusalem (Ost)                                               | ⊙ |
| Har ha-Mənuchot (הַר הַמְּנוּחוֹת)                                                                            | 750 m         | Judäisches Bergland: Jerusalemer Berge     | Jerusalem, Israel                                             | ⊙ |
| Givʿat Mirscham (גִּבְעַת מִרְשָׁם)                                                                             | 476 m         | Judäisches Bergland: Hochland von Hebron   | Tall Bayt Mirsim, Israel                                      | ⊙ |
| Mitzpeh Nathan (מִצְפֵּה נָתָן)                                                                               | 287 m         | Judäisches Bergland: Bergland von Benjamin | Modiʿin, Israel                                               | ⊙ |
| Dschabal an-Nabi Junis                                                                                  | 1026 m        | Judäisches Bergland: Hochland von Hebron   | Ḥalḥul, Zonen A und B der Palästinensischen Autonomie         | ⊙ |
| Nabi Samwil (hebräisch נַבִּי סַמוּאיל an-Nabī Samūʾīl, arabisch النبي صموئيل)                               | 906 m         | Judäisches Bergland: Bergland von Benjamin | Nabi Samwil, Zone C im Westjordanland                         | ⊙ |
| Har Nadal (הַר נָדָל)                                                                                      | 448 m         | Judäisches Bergland: Hochland von Hebron   | Südbezirk (Israel)                                            | ⊙ |
| Har Nof (הַר נוֹף)                                                                                        | 810 m         | Judäisches Bergland: Jerusalemer Berge     | Jerusalem, Israel                                             | ⊙ |
| Ölberg                                                                                                  | 826 m         | Judäisches Bergland: Jerusalemer Berge     | Jerusalem (Ost)                                               | ⊙ |
| Har Orah (hebräisch הַר אוֹרָה Raʾs ar-Rabb, arabisch رأس الرب)                                            | 848 m         | Judäisches Bergland: Jerusalemer Berge     | Orah, Bezirk Jerusalem, Israel                                | ⊙ |
| Har Ornah (הַר אוֹרְנָה)                                                                                    | ca. 610 m     | Judäisches Bergland: Jerusalemer Berge     | Matteh Jehudah, Naturreservat ha-Masreq, Israel               | ⊙ |
| Har Ozal (hebräisch הַר אָצַל Ǧabal Mukabir, arabisch جبل مكبر)                                            | 795 m         | Judäisches Bergland: Jerusalemer Berge     | Jerusalem, Niemandsland ums Government House                  | ⊙ |
| Har Pittulim (הַר פִּתּוּלִים)                                                                                | 615 m         | Judäisches Bergland: Jerusalemer Berge     | Bezirk Jerusalem, Israel                                      | ⊙ |
| Givʿat ha-Radar (hebräisch גִּבְעַת הָרָדָר Ǧabal ar-Rādār, arabisch جبل الرادار)                              | 880 m         | Judäisches Bergland: Bergland von Benjamin | Har Adar, Zone C im Westjordanland                            | ⊙ |
| Givʿat Ram (גִּבְעַת רָם)                                                                                    | 800 m         | Judäisches Bergland: Jerusalemer Berge     | Jerusalem, Israel                                             | ⊙ |
| Raʾs Sālim (رأس سليم, DMG Raʾs Salīm)                                                                   | 949 m         | Judäisches Bergland: Hochland von Hebron   | Westjordanland, Zonen A und B der Palästinensischen Autonomie | ⊙ |
| Har ha-Ruach (הַר הָרוּחַ)                                                                                  | 771 m / 774 m | Judäisches Bergland: Jerusalemer Berge     | Bezirk Jerusalem, Israel                                      | ⊙ |
| Har Sansān (הַר סַנְסַן)                                                                                    | 715 m         | Judäisches Bergland: Jerusalemer Berge     | Bezirk Jerusalem, Israel                                      | ⊙ |
| Reches Schalmon (רֵכֶס שָׁלְמוֹן)                                                                             | 765 m         | Judäisches Bergland: Jerusalemer Berge     | Bezirk Jerusalem, Israel                                      | ⊙ |
| Har Schefi (הַר שֵׁפִי)                                                                                     | 687 m         | Judäisches Bergland: Jerusalemer Berge     | Ksalon, Israel                                                | ⊙ |
| Har Schimschon (הַר שִׁמְשׁוֹן)                                                                               | 546 m         | Judäisches Bergland: Jerusalemer Berge     | Matteh Jehudah, Israel                                        | ⊙ |
| Har Schlomzijjon (הַר שְׁלוֹמְצִיּוֹן)                                                                          | 754 m         | Judäisches Bergland: Jerusalemer Berge     | Mevasseret Zion, Israel                                       | ⊙ |
| Pisgat Səʾev (פִּסְגַּת זְאֵב)                                                                                 | 772 m         | Judäisches Bergland: Bergland von Benjamin | Jerusalem (Ost)                                               | ⊙ |
| Tall Sif (hebräisch תֵּל זִיף Tel Sīf, arabisch تل زيف)                                                    | 840 m         | Judäisches Bergland: Hochland von Hebron   | Westjordanland, Zone C                                        | ⊙ |
| Har ha-Sikkaron (הַר הַזִּכָּרוֹן), Nebenkuppe des Herzlbergs                                                  | 806 m         | Judäisches Bergland: Jerusalemer Berge     | Jerusalem, Israel                                             | ⊙ |
| Dschabal as-Sindās (جبل السنداس, DMG Ǧabal as-Sindās)                                                   | 896 m         | Judäisches Bergland: Hochland von Hebron   | Westjordanland, Zonen A und B der Palästinensischen Autonomie | ⊙ |
| Skopus (הַר הַצּוֹפִים Har ha-Zōfīm)                                                                         | 826 m         | Judäisches Bergland: Bergland von Benjamin | Jerusalem, Israel                                             | ⊙ |
| Har ha-Ṭajjassim (הַר הַטַּיָּסִים)                                                                            | 796 m         | Judäisches Bergland: Jerusalemer Berge     | Bezirk Jerusalem, Israel                                      | ⊙ |
| Tempelberg (hebräisch הַר הַבַּיִת Har ha-Bajjit / al-Ḥaram aš-Šarīf, arabisch الحرم الشريف)                 | 743 m         | Judäisches Bergland: Jerusalemer Berge     | Jerusalem (Ost)                                               | ⊙ |
| Givʿat ʿUqzar (גִּבְעַת עֻקְצָר)                                                                               | 491 m         | Judäisches Bergland: Hochland von Hebron   | Südbezirk (Israel)                                            | ⊙ |
| Har ʿUzrar (הַר עֻזְרָר)                                                                                    | 548 m         | Judäisches Bergland: Jerusalemer Berge     | Bezirk Jerusalem, Israel                                      | ⊙ |
| Berg der Versuchung (arabisch جبل الأربعين, DMG Ǧabal al-Arbaʿīn, auch جبل القرنطل / Ǧabal al-Qurunṭul) | 366 m         | Judäisches Bergland: Bergland von Benjamin | Jericho, Zonen A und B der Palästinensischen Autonomie        | ⊙ |
| ha-Givʿah ha-Zarfatīt (hebräisch הַגִּבְעָה הַצַּרְפָּתִית at-Talla al-Faransiyya, arabisch التلة الفرنسية)         | 838 m         | Judäisches Bergland: Bergland von Benjamin | Jerusalem (Ost)                                               | ⊙ |
| Berg Zion (הַר צִיּוֹן Har Zijjōn)                                                                          | 765 m         | Judäisches Bergland: Jerusalemer Berge     | Jerusalem, Israel                                             | ⊙ |
| Har Zovah (הַר צוֹבָה Tall Ṣūbā, arabisch تلّ صوبا)                                                         | 769 m         | Judäisches Bergland: Jerusalemer Berge     | Zovah, Israel                                                 | ⊙ |
| Har Zwachah (הַר צְוָחָה)                                                                                   | 828 m         | Judäisches Bergland: Jerusalemer Berge     | Ramat Rachel, Israel                                          | ⊙ |

### Naturschutzgebiete

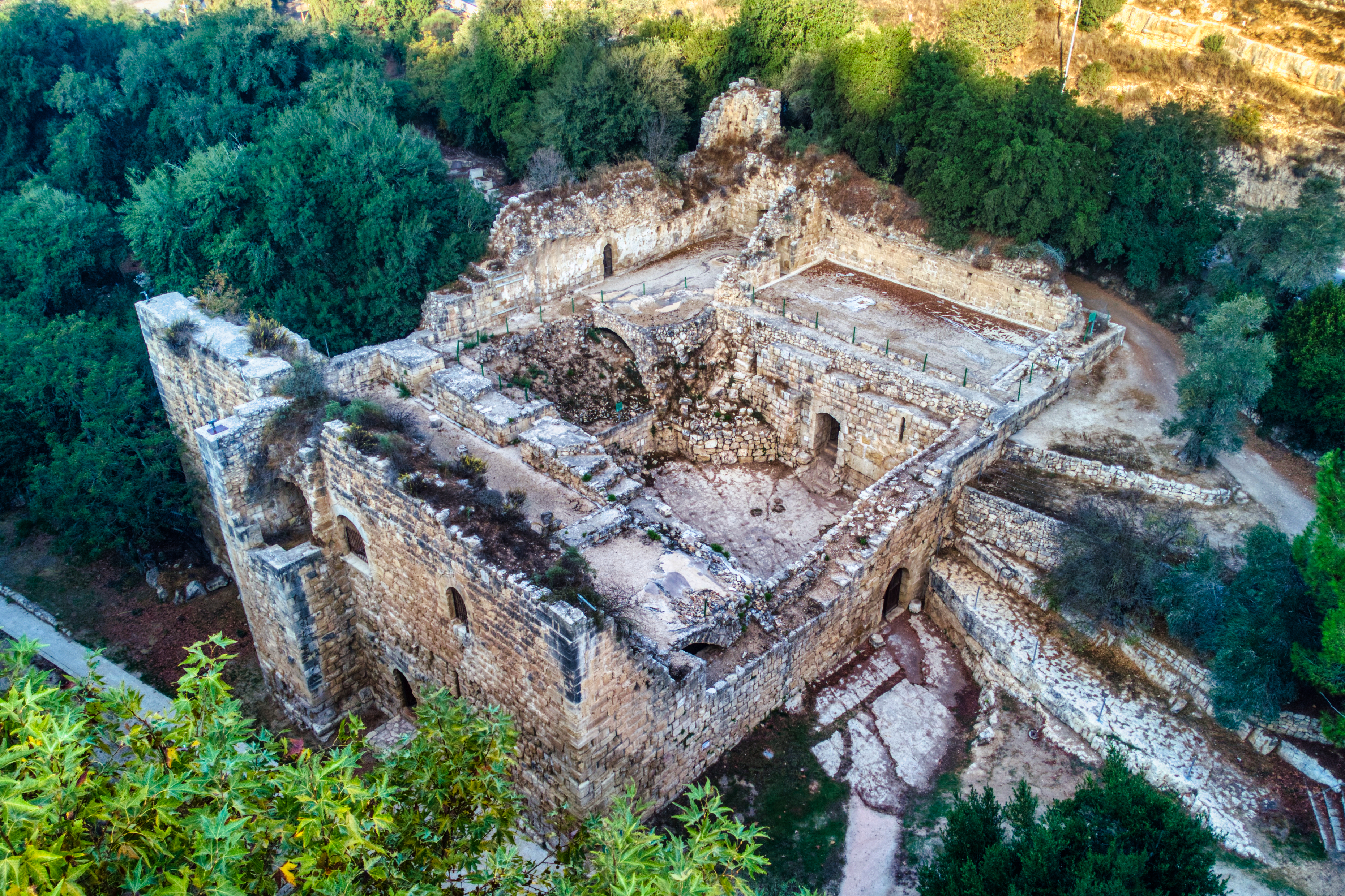
Ruine der Johanniterfestung Aqua Bella im Nationalpark ʿEin Chemed, 2022

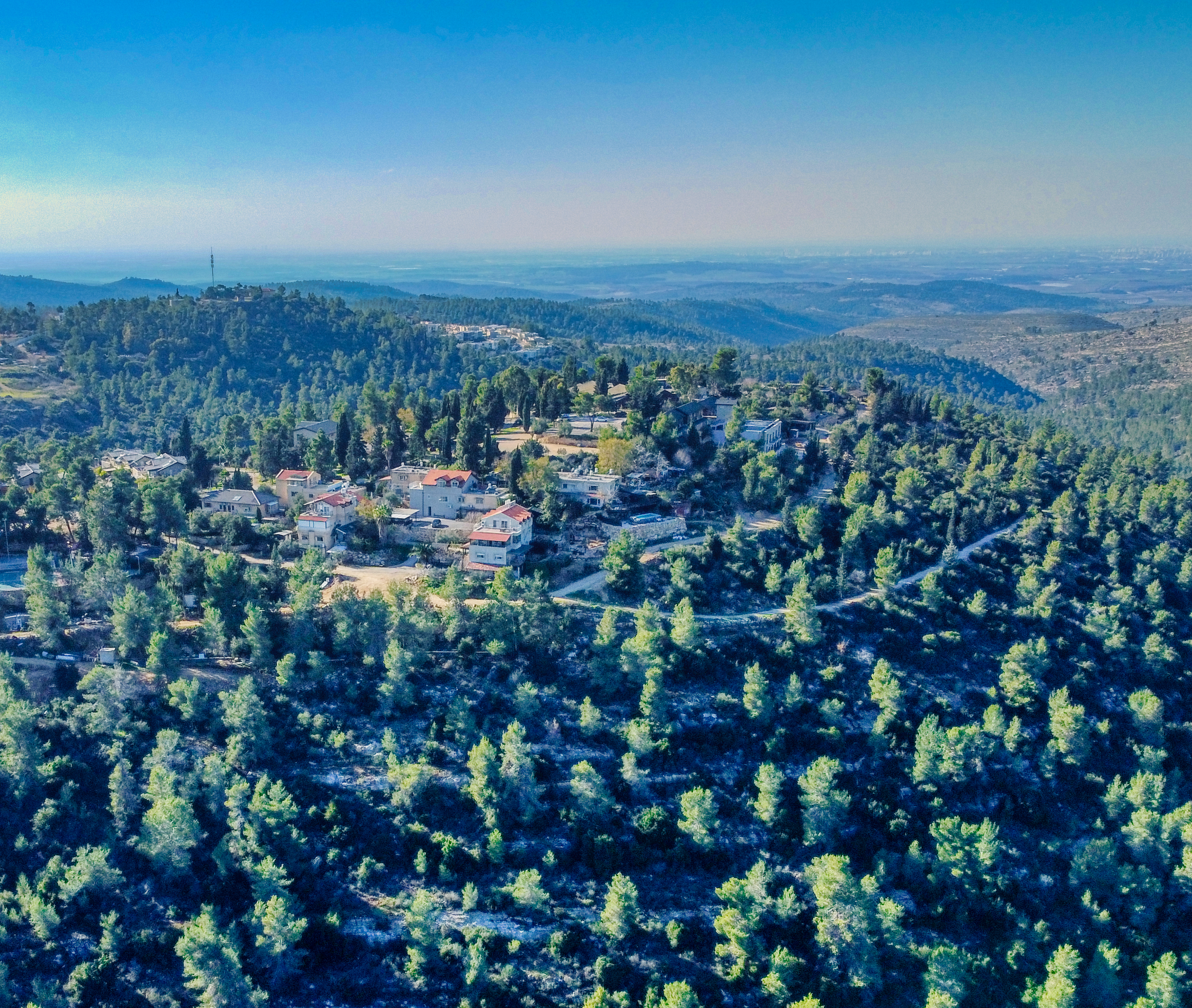
Blick über Jad ha-Schmonah in den Nationalpark Judäisches Bergland, 2022

- Avschalom-Höhle (6,7 ha), Naturreservat seit 1975
- Bayt ʿItab (13 ha), Nationalpark seit 2002
- Castel (15 ha), Nationalpark seit 1980
- Choresch ʿAdullam (653,2 ha),[29] Naturreservat seit 1994
- ʿEin Chemed (5,9 ha), Nationalpark seit 1968 mit 0,85 ha Naturschutzgebiet gleichen Namens
- Har Cheret-Sattaf (117,76 ha),[30] Nationalpark seit 2019
- Har ha-Tajjassim (49 h),[31] Naturreservat seit 1979
- Judäisches Bergland (2.635 ha),[32] Nationalpark seit 1965
- ʿEin Lifta – Mei Neftoach (7,8 ha),[33] Naturreservat seit 2017
- ha-Masreq (11,75 ha), Naturreservat seit 1969 im Anschluss des Nationalparks Judäisches Bergland
- Nationaler Botanischer Montague-Lamport-Garten für indigene Pflanzen Israels von 1931 (2,5 ha), Nationalpark seit 1988
- Nachal Soreq (516 ha), Nationalpark seit 1965
- Skopushänge (74 ha), Nationalpark seit 2012
- Um die Stadtmauern Jerusalems (111 ha), Nationalpark seit 1974
- Teʾomim-Höhle (10 ha),[34] Naturreservat seit 1967

### Fauna
Knochenfunde erweisen, dass in prähistorischen Zeiten im dünn besiedelten Judäischen Bergland noch Tierarten lebten (Elefanten, Nashörner, Giraffen und wilde Wasserbüffel), die in der Levante andernorts bereits nicht mehr zu finden waren. Auch in biblischen Berichten (Richter 14,5 14,5; 7,36 1. Samuel 7,36 ) wird die reiche Fauna des Judäischen Berglandes beschrieben. Ähnlich berichten Reisende des 19. Jahrhunderts wie François-René de Chateaubriand (1806), Erzherzog Rudolf von Österreich-Ungarn von seiner Levantereise (1881) und James Neil von seinen Erkundungen (1871–1874).
An Säugern kennt das Judäische Bergland Arabische Wölfe (nur im dünnbesiedelten israelischen Süden), Echtgazellen, Etruskerspitzmäuse, Falbkatzen, Feldmäuse, Hausmäuse, Honigdachse, Ichneumons, Kaphasen, Kleine Hufeisennasen, Levante-Wühlmäuse, Marder, Rotfüchse, Stachelschweine, Südliche Weißbrustigel, Tigeriltisse, Tristram-Rennratten, Wahlberg-Epaulettenflughunde, Weißrandfledermäuse, Weißzahnspitzmäuse und Wildschweine.
An Vögeln bewohnen das Bergland unter anderen Aaskrähen, Adlerbussarde, Amseln, Bachstelzen, Bienenfresser, Bluthänflinge, Blutspechte, Bülbüls, Dohlen, Dorngrasmücken, Eichelhäher, Felsensteinschmätzer, Felsentauben, Girlitze, Grauortolane, Grünfinken, Halsbandschnäpper, Haubenlerchen, Hausrotschwänze, Haussperlinge, Iberienraubwürger, Jerichonektarvögel, Klappergrasmücken, Mauersegler, Meisen, Mönchsgrasmücken, Ortolane, Pirole, Rötelschwalben, Schleiereulen, Stare, Steinadler, Steinhühner, Steinsperlinge, Stieglitze, Störche, Trauerschnäpper, Turmfalken, Turteltauben, Uhus, Wiesenschmätzer, Ziegenmelker und Zwergohreulen.
An Reptilien finden sich Arabische Wüstenrenner (Mesalina), Asiatische Hausgeckos, Chamäleons, Eidechsen, Libanoneidechsen (lacerta laevis), andere Geckoartige, Maurische Landschildkröten, Palästinavipern, Skinke, Vipernattern, Schlangenaugen (Ophisops), Schleichen und Westliche Eidechsennattern. Zu den Amphibien im Judäischen Bergland zählen Laubfrösche, Seefrösche und Wechselkröten.

## Verkehr

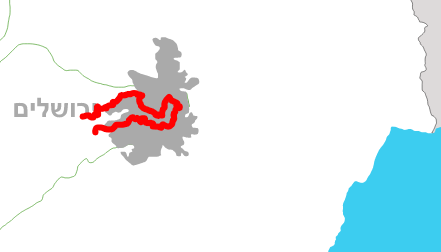
Wanderweg Schvil Jeruschalajim durch die Jerusalemer Berge

Wanderwege erlauben das Judäische Bergland naturnah zu erkunden, wie der Schvil Jeruschalajim (שְׁבִיל יְרוּשָׁלַיִם, 42 km) von Even Sappir durch die Jerusalemer Berge und die Hauptstadt nach Sattaf und der über 1.000 Kilometer lange das ganze Land durchlaufende Schvil Jisraʾel, der ebenfalls die Jerusalemer Berge teils auf der Derech Burma passiert und im Süden mit den Wäldern Jaʿar Mejtar / יַעַר יַתִּיר / ‚Wald Meitars‘ und Jaʿar Jattir das Hochland von Hebron, den Südteil des Judäischen Berglandes, quert.

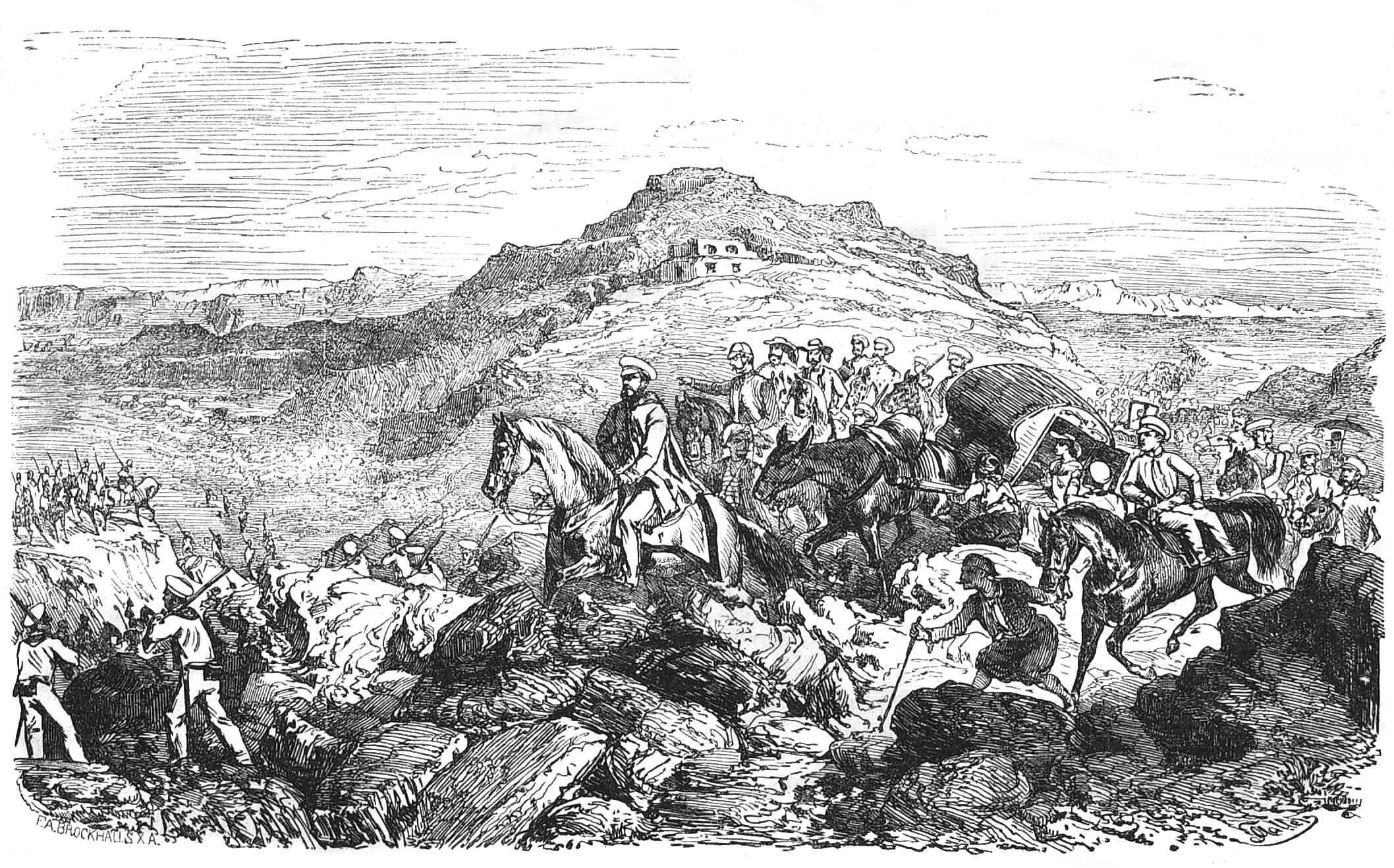
Großfürst Konstantin mit Gattin Alexandra, in einer Sänfte, und beider Sohn Nikolai sowie Gefolge auf beschwerlichem Pilgerzug nach Jerusalem durch Judäas unwegsames Bergland nahe Abu Gosch, Mai 1859

Die Hauptverkehrsachsen im Judäischen Bergland sind die Nationalstraße Kvisch  von Jerusalem über Hebron nach Beʾer Scheva und die Nationalstraße Kvisch , der von Hebron nach Qirjat Gat und Aschqelon in Israel führt. Von Jerusalem aus fahren Busse in die Autonomie-Gebiete der Zonen A und B bzw. in Zone C des übrigen Westjordanlandes. Die israelische Busgesellschaft Egged bedient Verbindungen in Israel und zu israelischen Siedlungen im Westjordanland. Die Autobahn Kvisch Echad  zwischen Tel Aviv und Jerusalem verläuft zwischen Beit Schemesch und der Heiligen Stadt in deren Bergsattel durchs Judäische Bergland. Die Nationalstraße Kvisch  quert das hügelige Judäische Bergland mit beachtlichen Steigungen zwischen Arad und Hura.:91
Die Bahnstrecke Jaffa–Jerusalem quert das Bergland seit 1892 weiter südlich und schlängelt sich der mäßigeren Steigung wegen ab Bahnhof Beit Schemesch durchs lange Tal des Soreqs und die Rafaiterebene mit der Zwischenstation Jerusalem Zoo bis zum Bahnhof Jerusalem-Malcha. Die 2018 eröffnete Schnellfahrstrecke Tel Aviv–Jerusalem, die das Bergland auf Brücken und in Tunnels für Tempo 160 km/h ohne Halt durchmisst und in einem Tiefbahnhof endet, vereinnahmt seither viele Bahnreisende für sich.

## Galerie

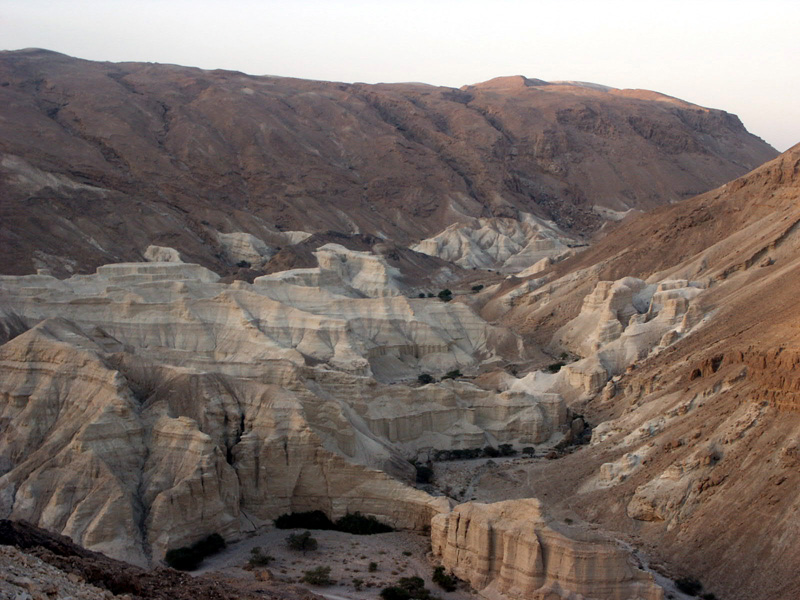
Judäisches Bergland vom Toten Meer her, 2008
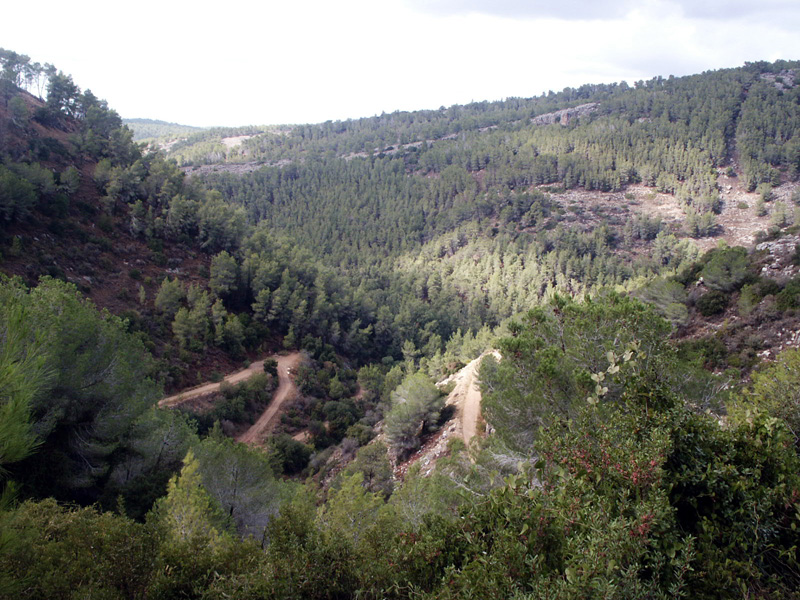
Nahe Jerusalem, 2008
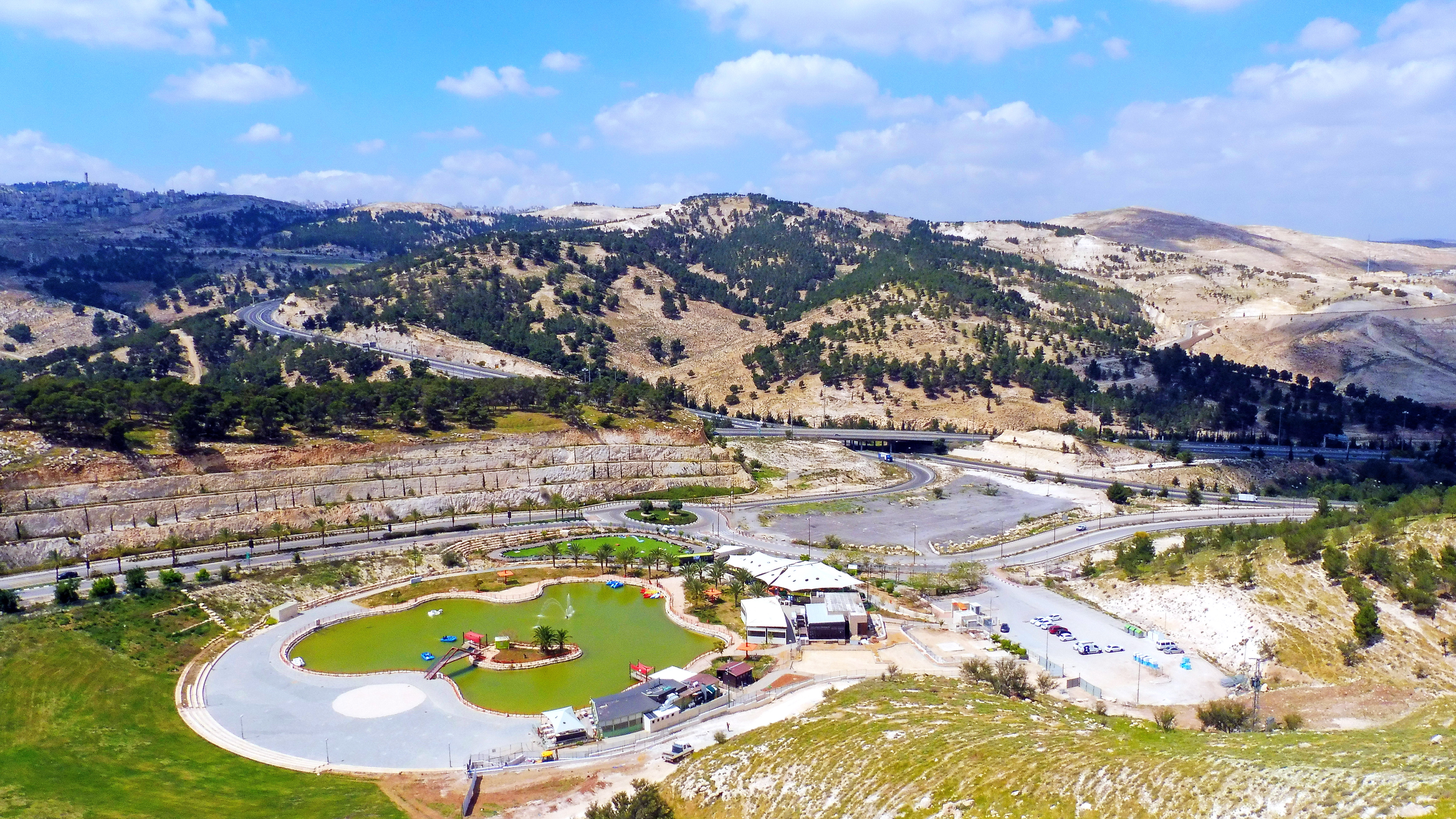
Judäisches Bergland zwischen Jerusalem und Maʿale Adummim, 2017
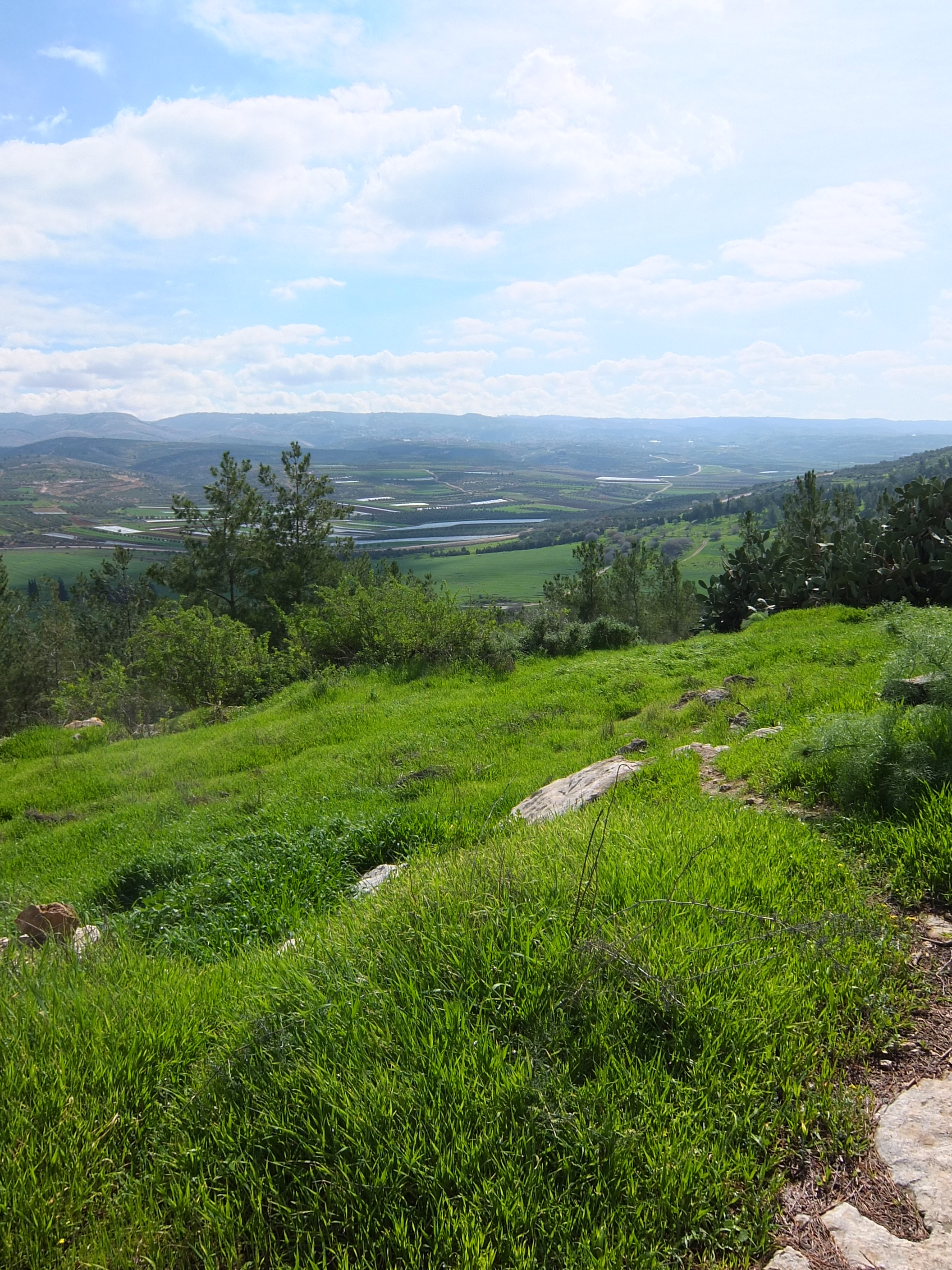
Blick hinab ins Wadi al-Ṣur, Nebental der Elah, 2018 in Israel
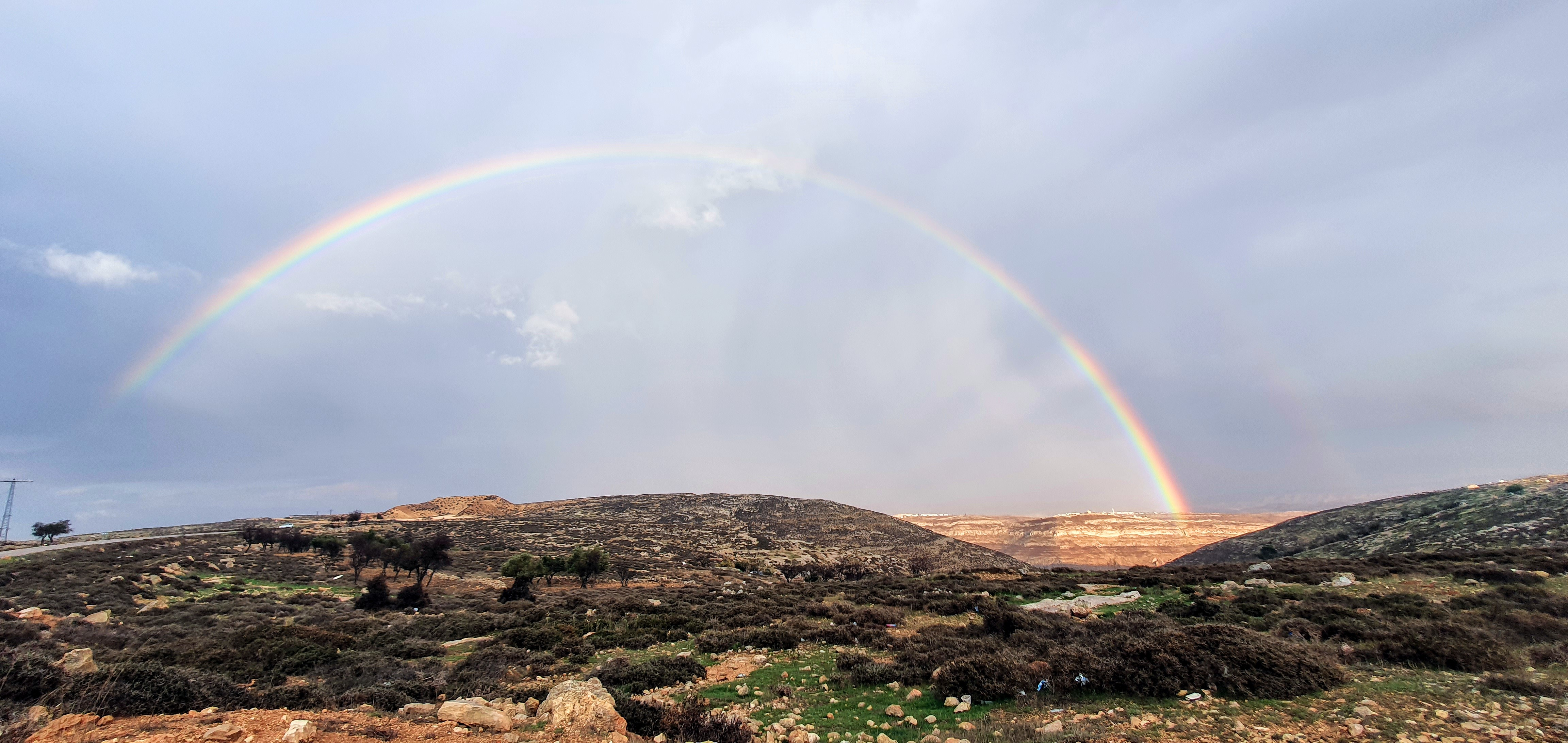
Regenbogen überm Hochland von Hebron bei al-Kanub, 2022
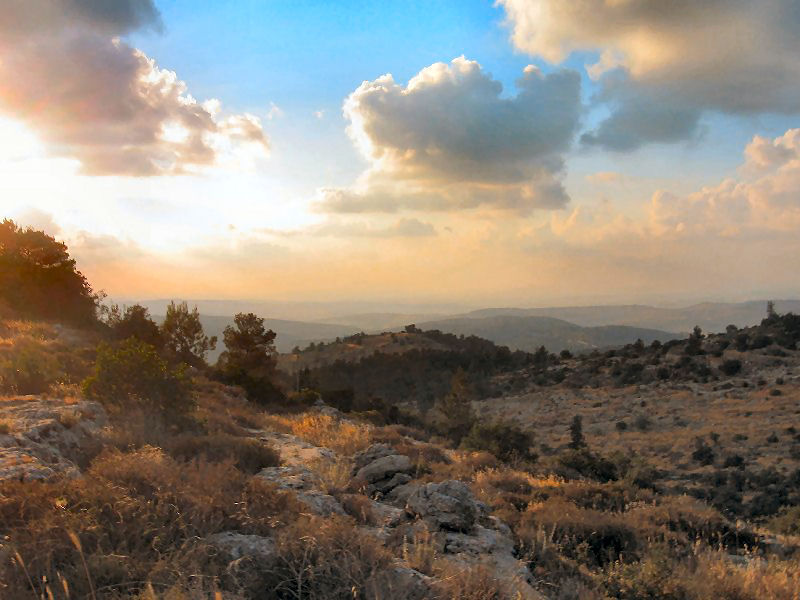
Blick vom Moschav Beit Meʾir ins Judäische Bergland, 2008
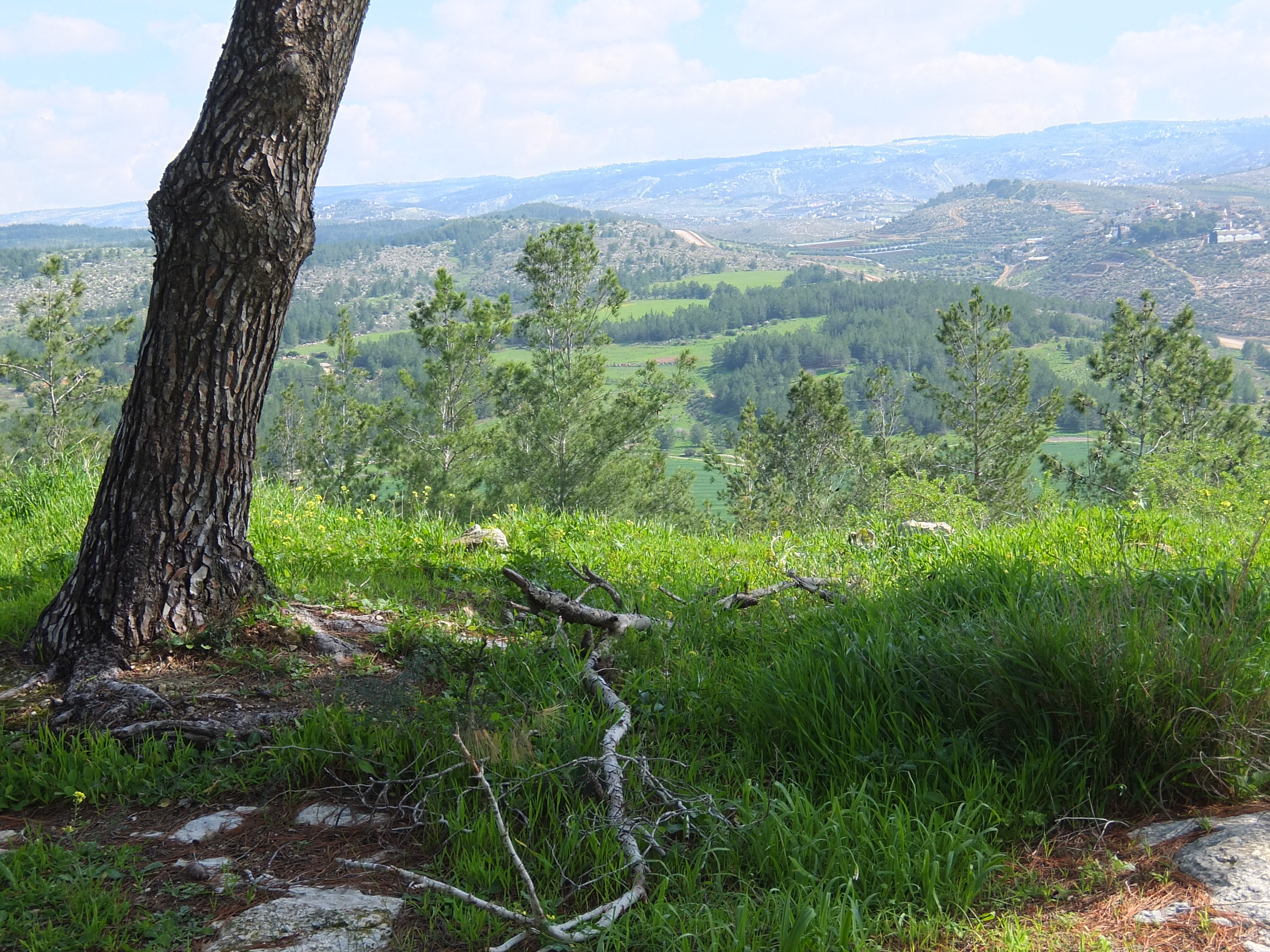
Idylle im Judäischen Bergland mit Blick über Chirbat al-Dayr nah der Grünen Linie, 2018
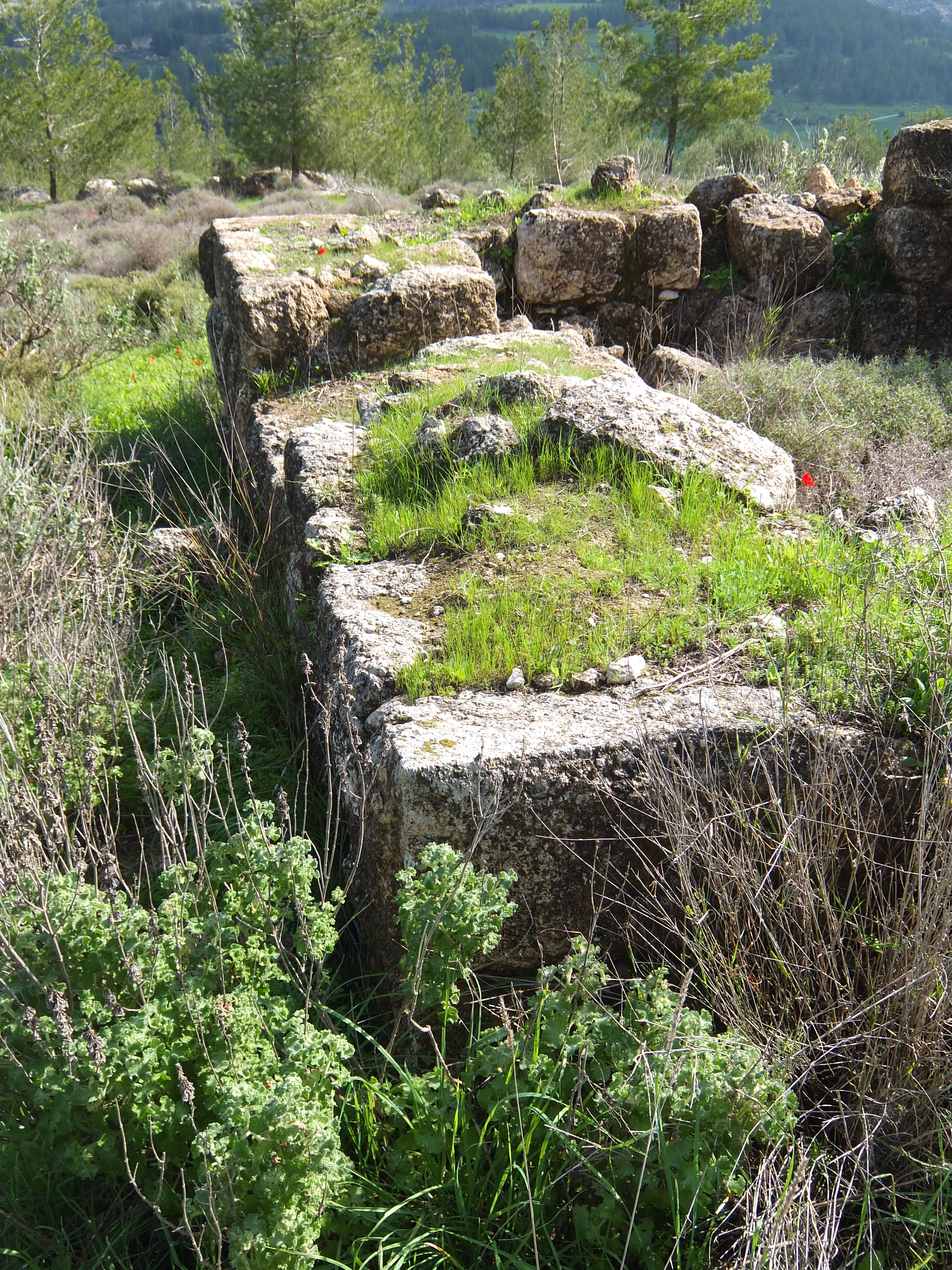
Ruine eines antiken Baus, nahe Neweh Michael in Matteh Jehudah, 2018